# Quarter kỷ niệm tiểu bang

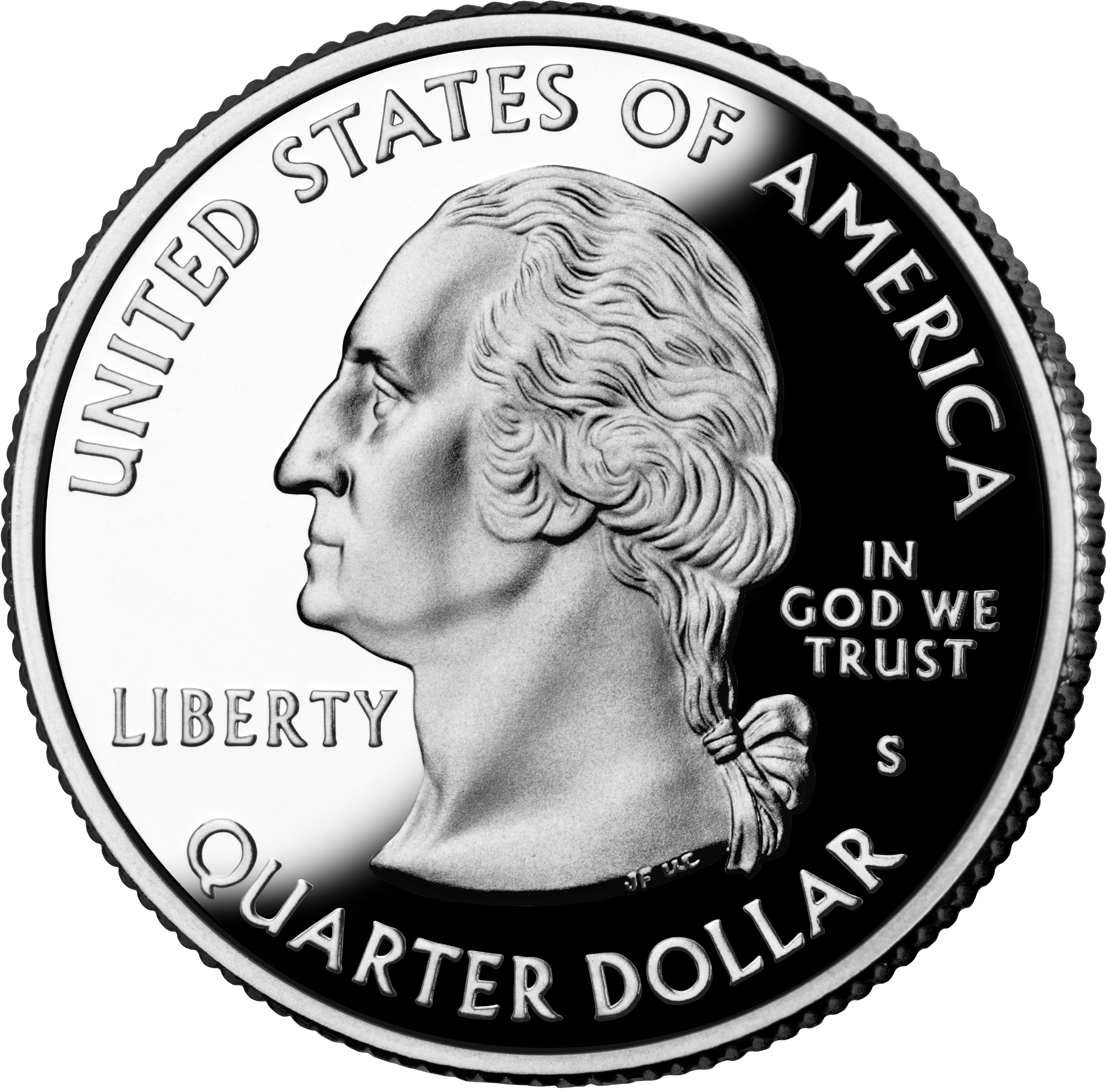
Mặt phải của tiền quarter kiểu mới đúc thử (proof); chú ý đến dấu hiệu "S" của Nhà máy Đúc tiền San Francisco và tên quốc ở phía trên.

Các quarter kỷ niệm tiểu bang là tiền kim loại kỷ niệm từng được Sở đúc tiền Hoa Kỳ phát hành tư 1999 đến 2008 theo Đạo luật chung 105-124, 111 Stat. 2534, ban hành ngày 1 tháng 12 năm 1997. Dưới chương trình 50 State Quarters, sở kỷ niệm tất cả 50 tiểu bang Hoa Kỳ với những hình vẽ đặc biệt trên mặt trái của đồng quarter 25 xu (bằng một phần tư đô la).
Chương trình thành công về mục đích sinh ra một thế hệ người sưu tập tiền mới. 50 State Quarters trở thành chương trình sưu tập tiền thành công nhất trong lịch sử, với vào khoảng nửa dân cư Mỹ tham gia sưu tập các tiền kim loại, hoặc chỉ bất thường hay như một hoạt động chăm chú đến nhiều. Chính phủ liên bang cho đến nay đã thu lợi tạm thời hơn 4,6 tỷ Mỹ kim vì những người sưu tập tiền tích trữ không xài các quarter kỷ niệm (xem Thuế đúc tiền).
Năm 2009, Sở Đúc tiền Hoa Kỳ đang phát hành một loạt quarter nhỏ hơn trong Chương trình các Quarter Kỷ niệm Đặc khu Columbia và Lãnh thổ Hoa Kỳ (District of Columbia and United States Territories Quarter Program), do Hạ viện Hoa Kỳ thông qua luật dự thảo H.R. 2764. Chương trình này kỷ niệm sáu phân cấp hành chính khác: Đặc khu Columbia, Puerto Rico, Samoa thuộc Mỹ, Guam, Quần đảo Virgin thuộc Mỹ, và Quần đảo Bắc Mariana. Tuy nhiều khi bị người tả hiểu lầm là một phần của chương trình 50 State Quarters, nó được Sở Đúc tiền hoạt động riêng. Loại tiền cuối cùng sẽ được phát hành vào tháng 11 năm 2009. Sau đó, Sở sẽ bắt đầu chương trình America the Beautiful Quarters kỷ niệm các Vườn quốc gia Hoa Kỳ.

## Lịch sử

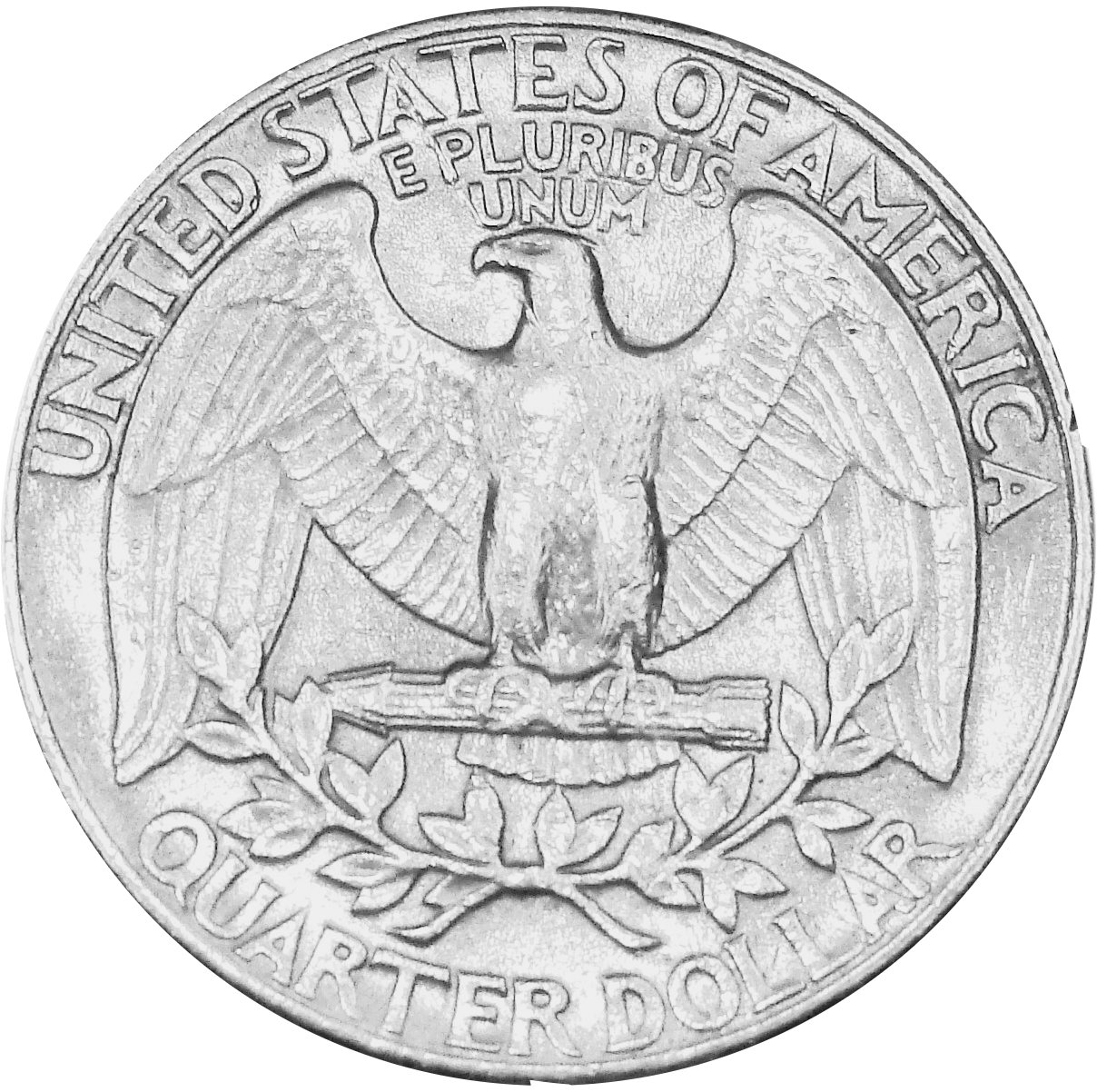
Mặt trái Washington Quarter hay Eagle Quarter trước đây có hình chim đại bàng đầu trắng.

Chương trình bắt nguồn từ Ủy ban Tư vấn Công dân về Tiền kim loại Kỷ niệm (Citizens Commemorative Coin Advisory Committee) do Bộ trưởng Ngân khố Lloyd Bentsen bổ nhiệm tháng 12 năm 1993. Vào năm 1995, ủy ban đã tán thành khái niệm phát hành tiền kim loại kỷ niệm khi Dân biểu Michael Castle kêu gọi điều trần trước Quốc hội. Năm 1992, Sở Đúc tiền Hoàng gia Canada đã phát hành một loạt đồng 25 xu cho các tỉnh bang để kỷ niệm 125 năm liên bang. Philip Diehl, Giám đốc Sở Đúc tiền Hoa Kỳ, công nhận David Ganz là người đẩy mạnh dự án ở Hoa Kỳ. Chương trình được đưa vào Quốc hội bởi Dân biểu Castle năm 1997 trong H.R. 2414 nhưng chỉ được Hạ viện thông qua. Thượng nghị sĩ John Chafee đưa vào S. 1228 ba ngày sau. S. 1228 được thông qua bởi Thượng viện ngày 9 tháng 11 và bởi Hạ viện ngày 13 tháng 11. Tổng thống Bill Clinton ký Đạo luật Chương trình Tiền kim loại Kỷ niệm 50 Tiểu bang (50 States Commemorative Coin Program Act) ngày 1 tháng 12 năm 1997. Đồng quarter đầu tiên của chương trình này, tức là quarter kỷ niệm Delaware, được đưa vào lưu thông năm 1999.
Theo chương trình này, mỗi năm Sở Đúc tiền phát hành năm quarter mới, tức là 73 ngày hay 10 tuần một lần. Mỗi mặt trái kỷ niệm một trong 50 tiểu bang với hình vẽ tỏ ra di sản, lịch sử, và các vật tượng trưng riêng của nó, thường do dân cư của tiểu bang đó vẽ và do chính phủ tiểu bang lựa chọn. Các quarter được phát hành theo thứ tự các tiểu bang gia nhập Liên bang. Mặt phải của các quarter chỉ khác thiết kế của Washington Quarter về vị trí của các thông tin và một số chi tiết ở tượng đầu George Washington.
Vào cuối 2008, tất cả 50 quarter kỷ niệm tiểu bang đã được phát hành. Sở Đúc tiền tính tổng cộng 34.797.600.000 đồng tiền được phát hành. Số trung bình của mỗi tiểu bang là 695.952.000 đồng tiền, nhưng số này tùy tiểu bang, từ 416.600.000 của Oklahoma tới 1.594.616.000 của Virginia, khác nhau với nhân tố vào khoảng 3,83. Trung bình bị chệch trở về trên do một vài tiểu bang có số lượng đúc tiền rất lớn, trong khi tiểu bang ở giữa có 580.500.000 tổng cộng. Chỉ có hai tiểu bang gần như bằng nhau: Missouri và Wisconsin đều có vào khoảng 453,2 triệu đồng tiền.

## Các hình mặt trái

### Các tiểu bang

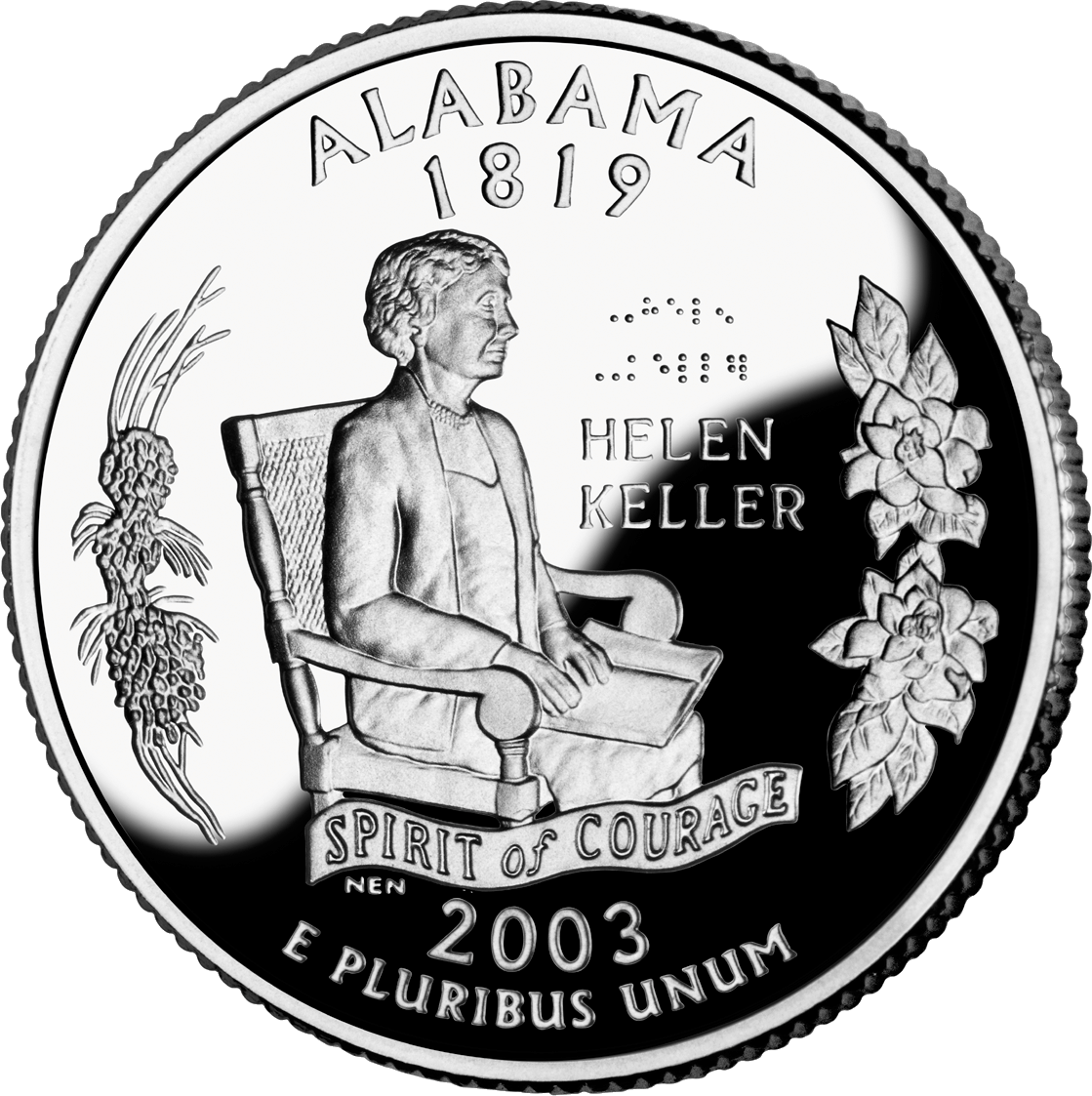
Alabama
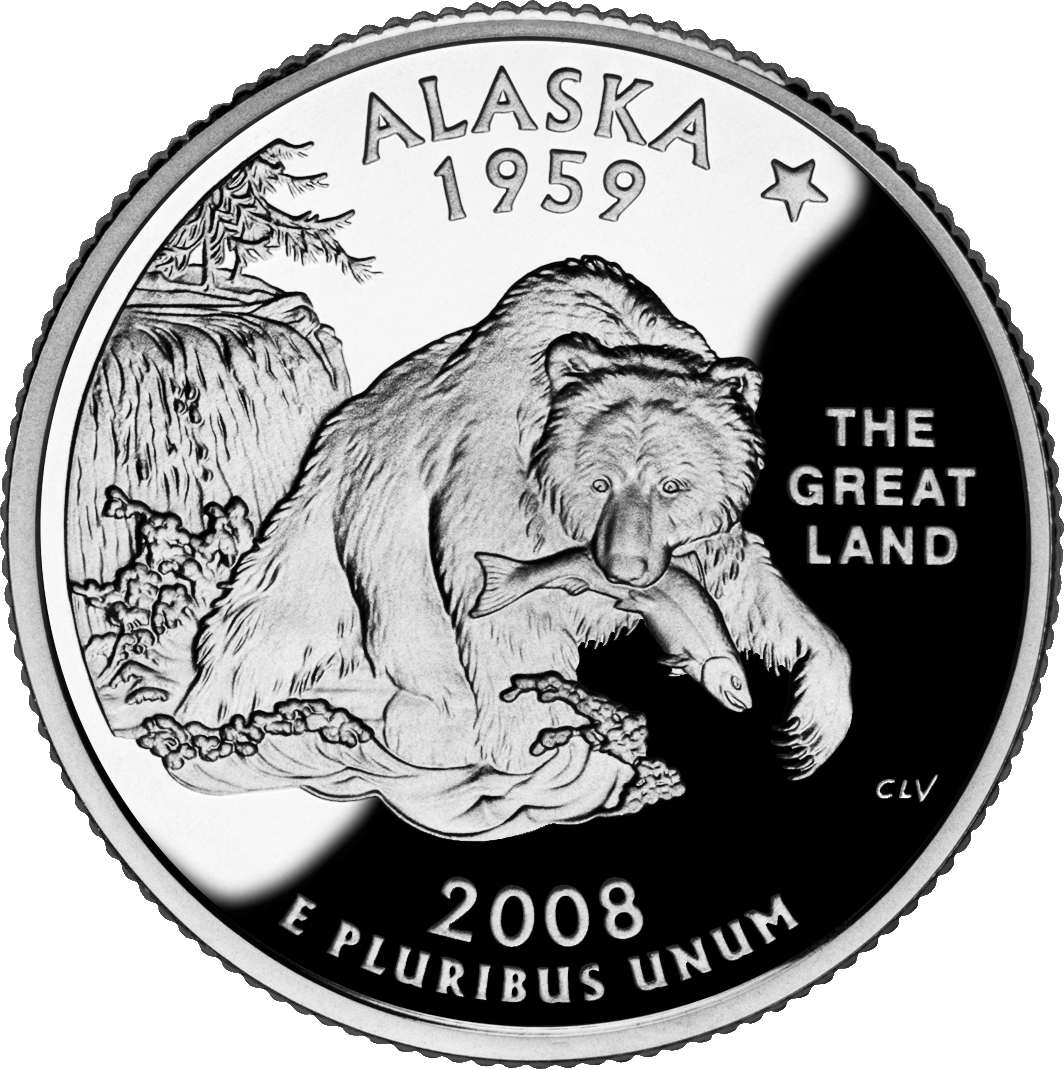
Alaska
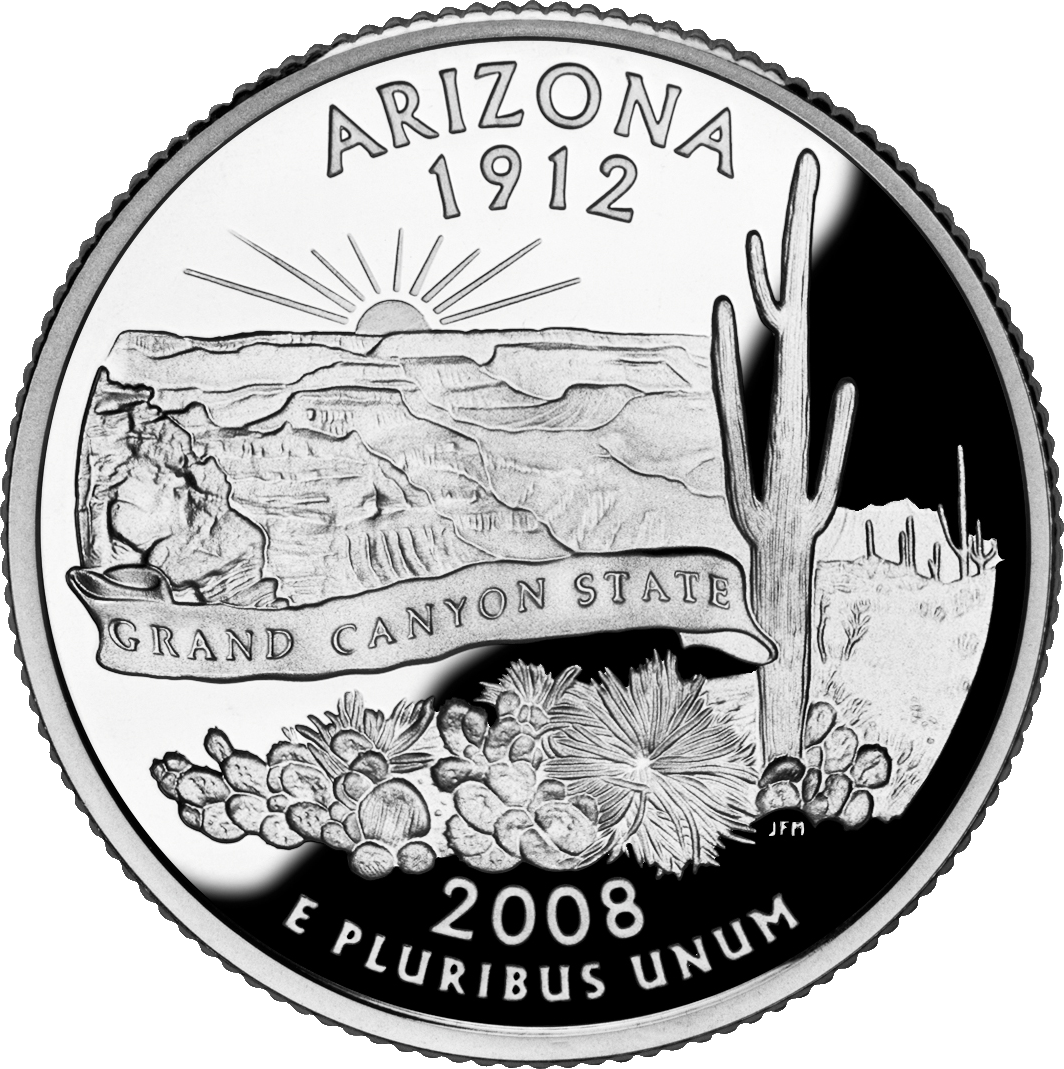
Arizona
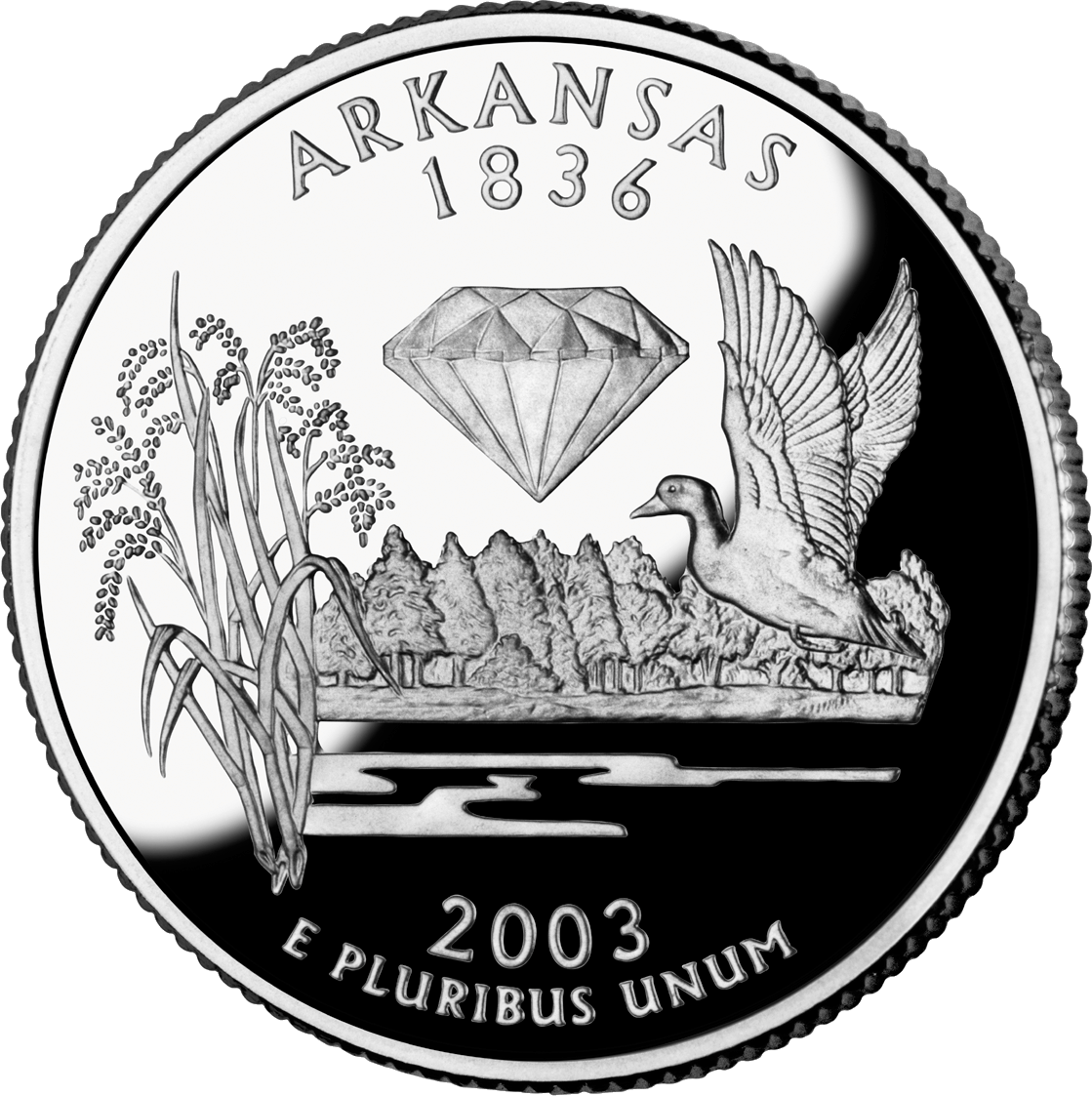
Arkansas
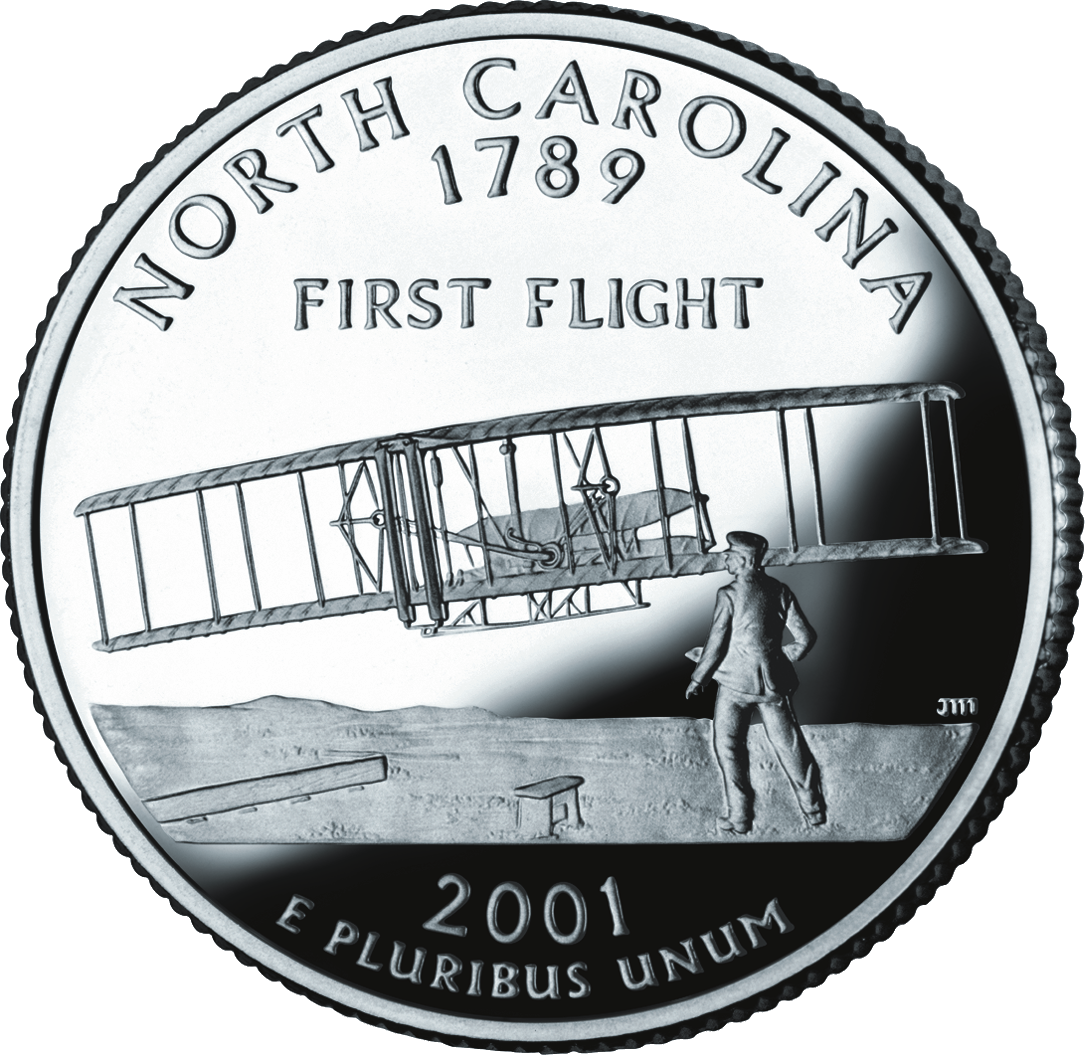
Bắc Carolina
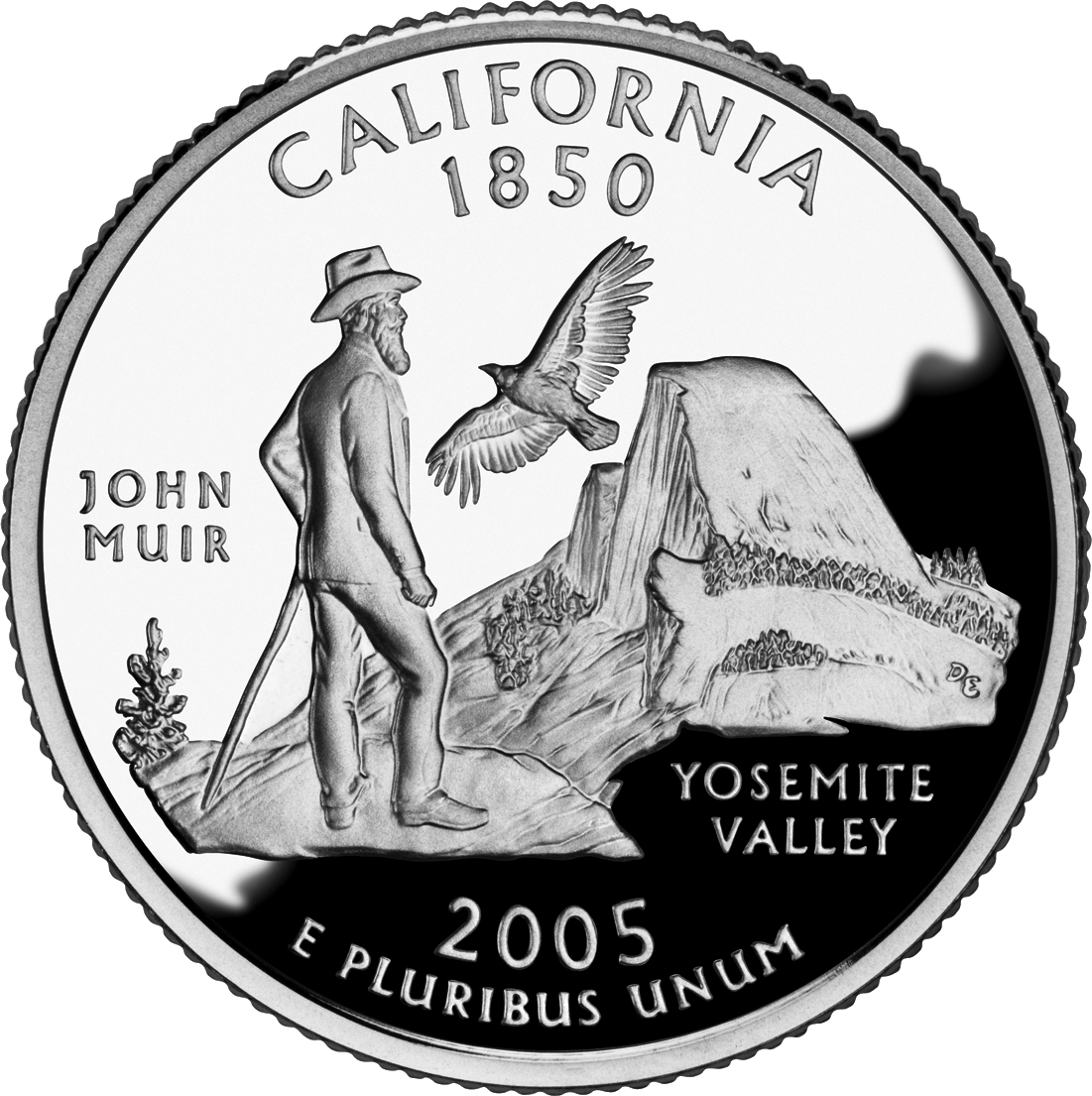
California
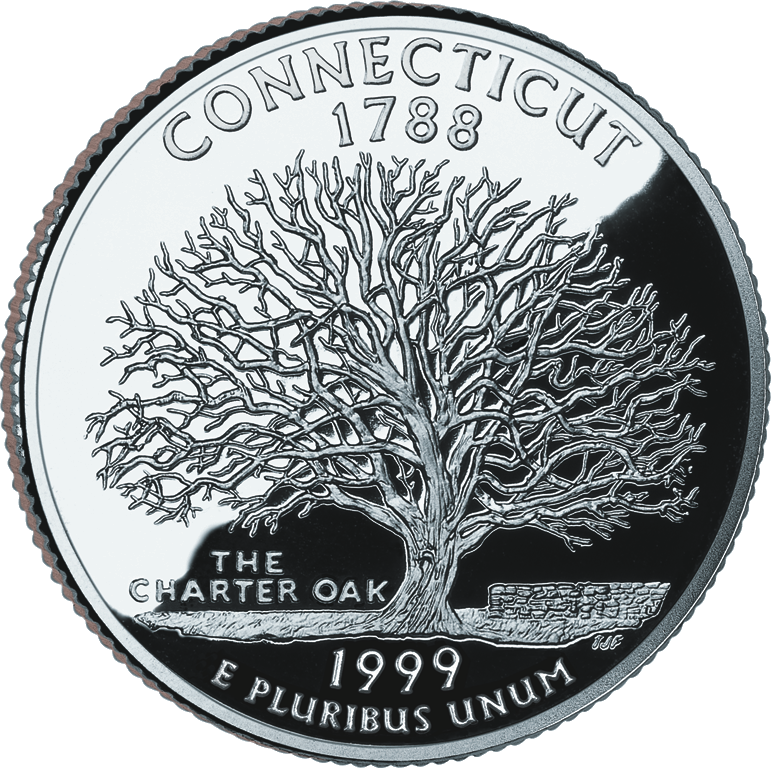
Connecticut
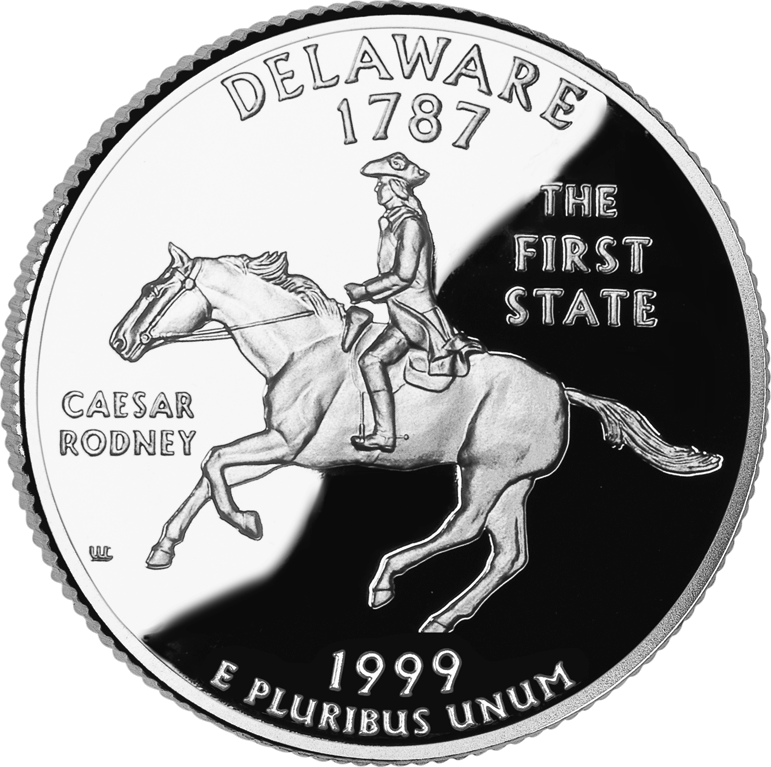
Delaware
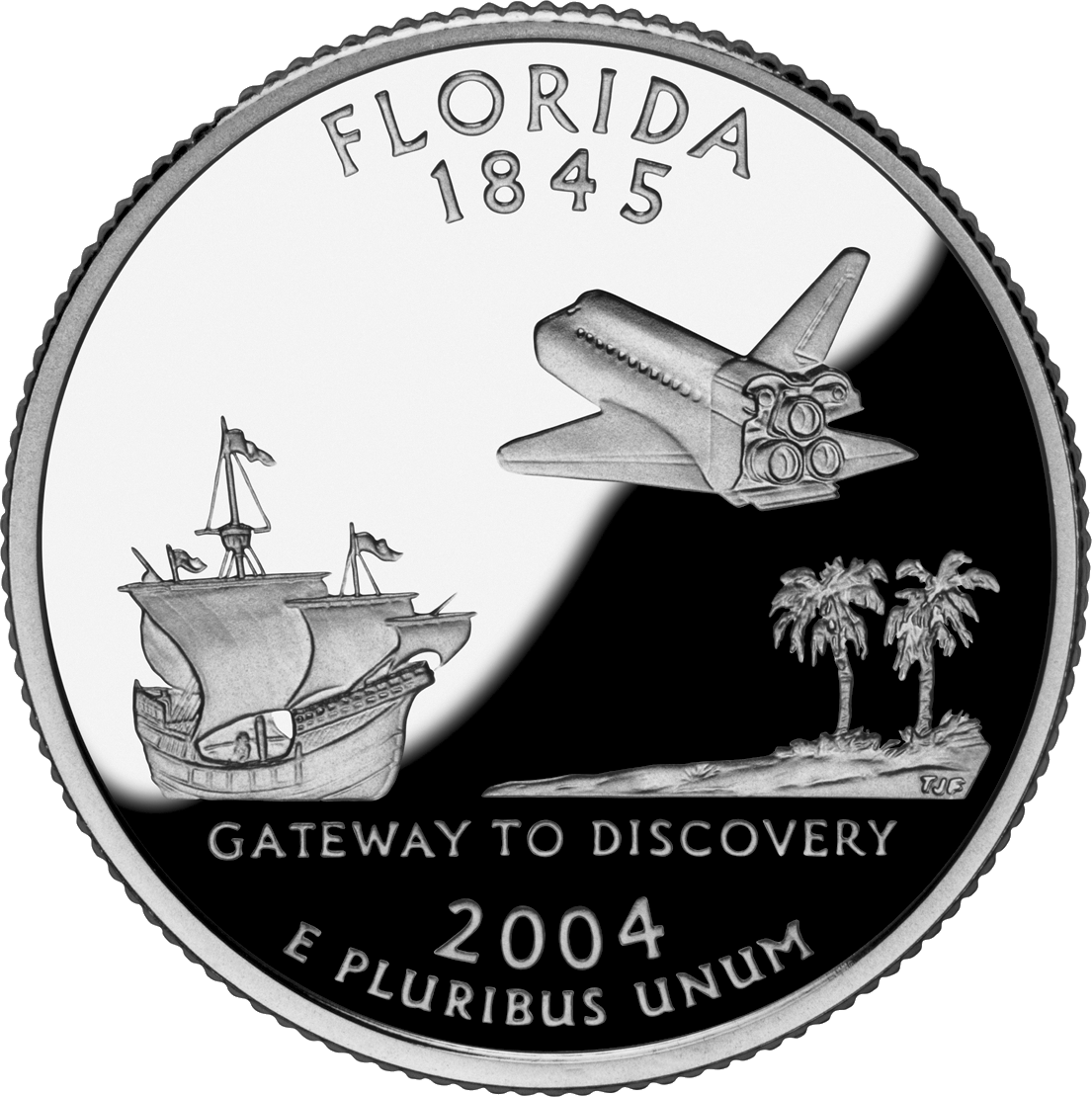
Florida
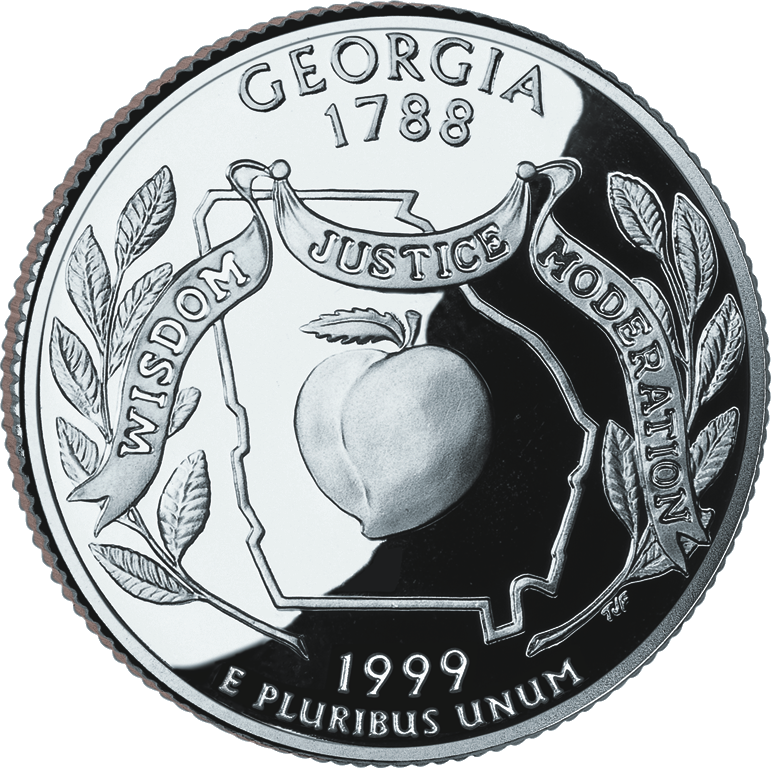
Georgia
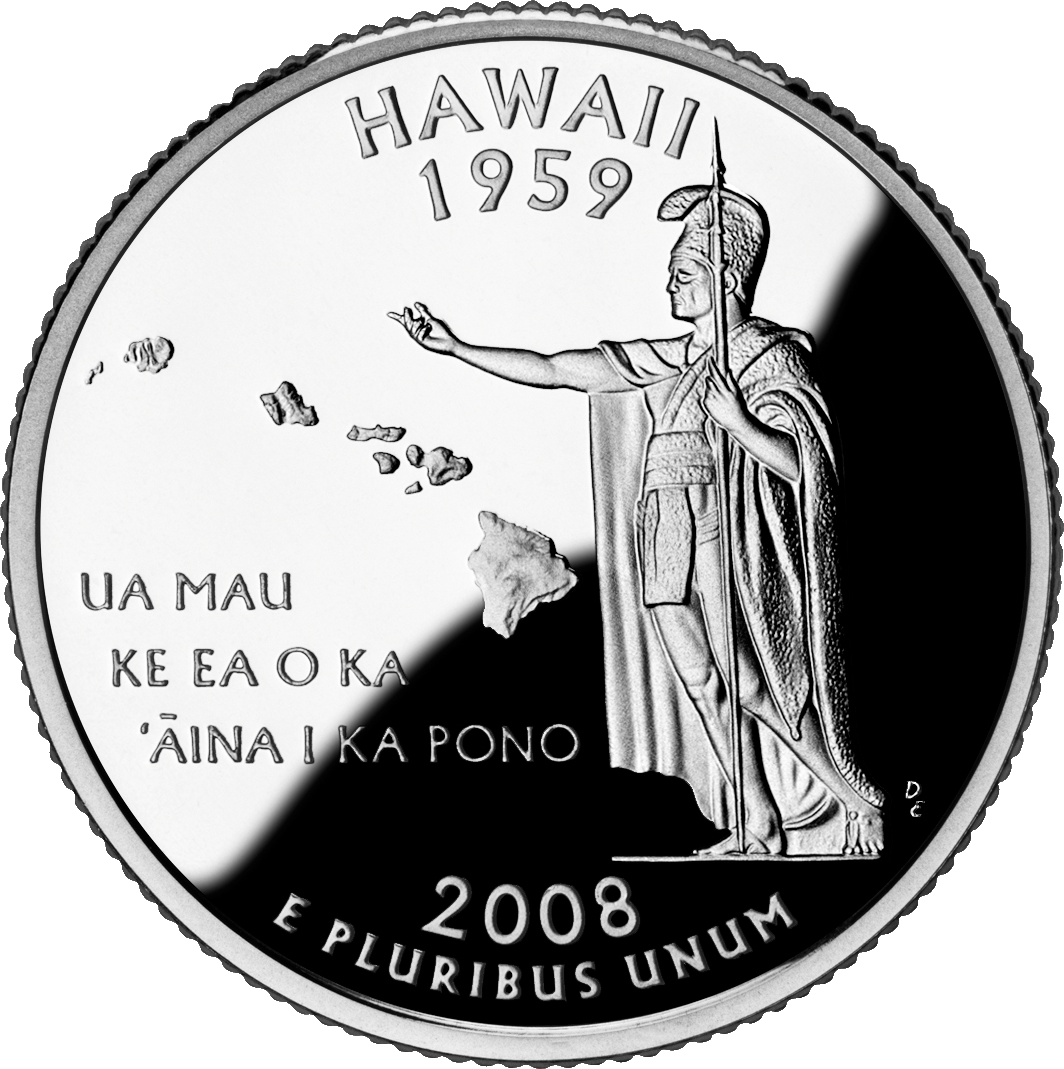
Hawaii
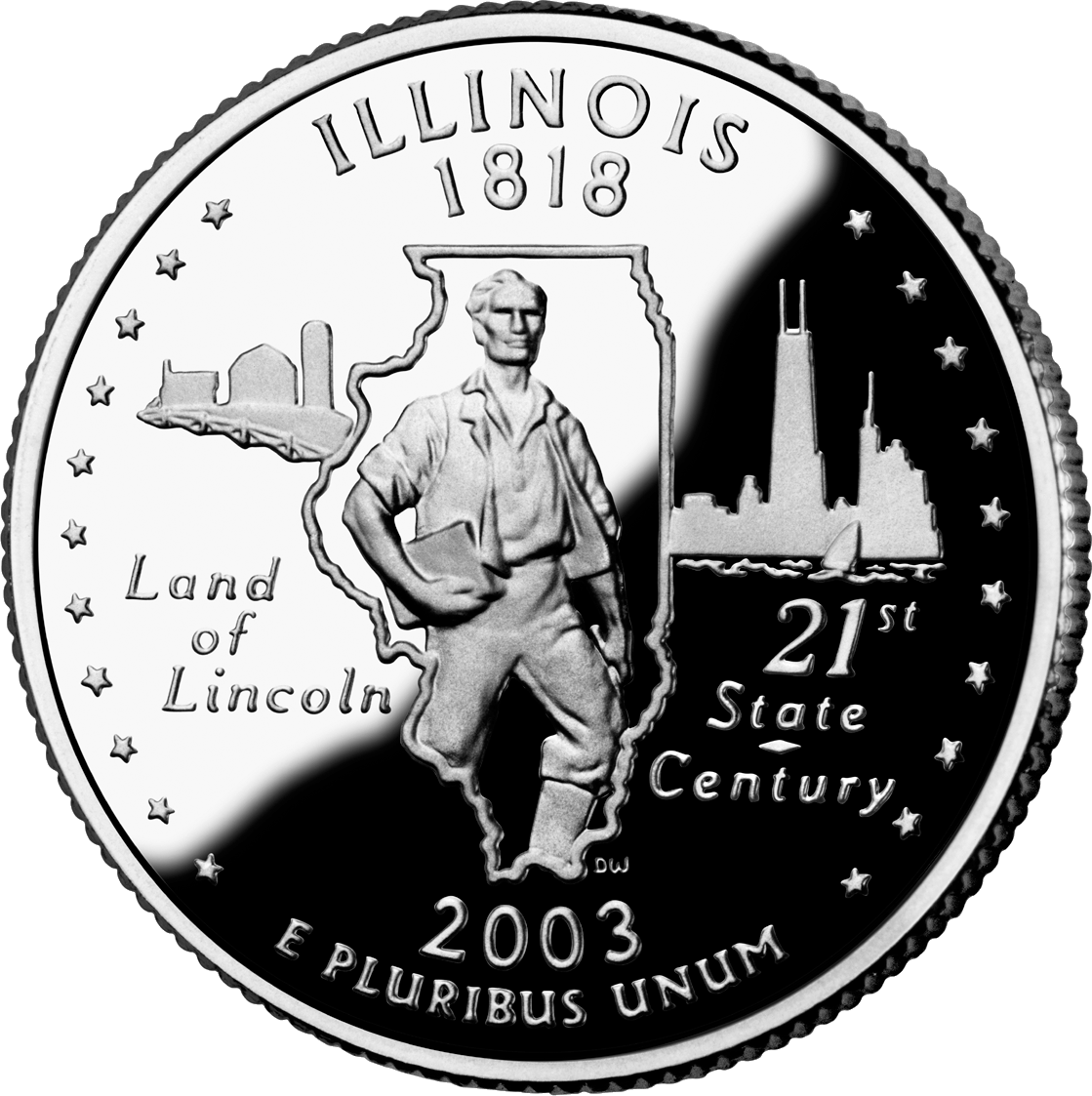
Illinois
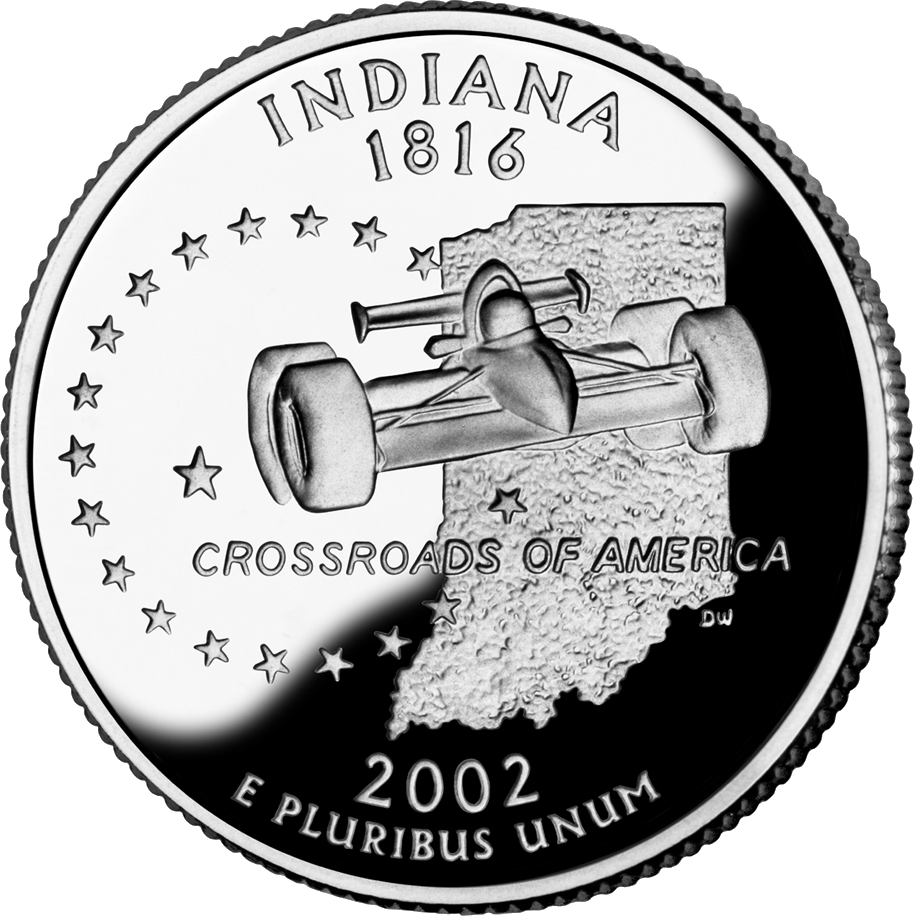
Indiana
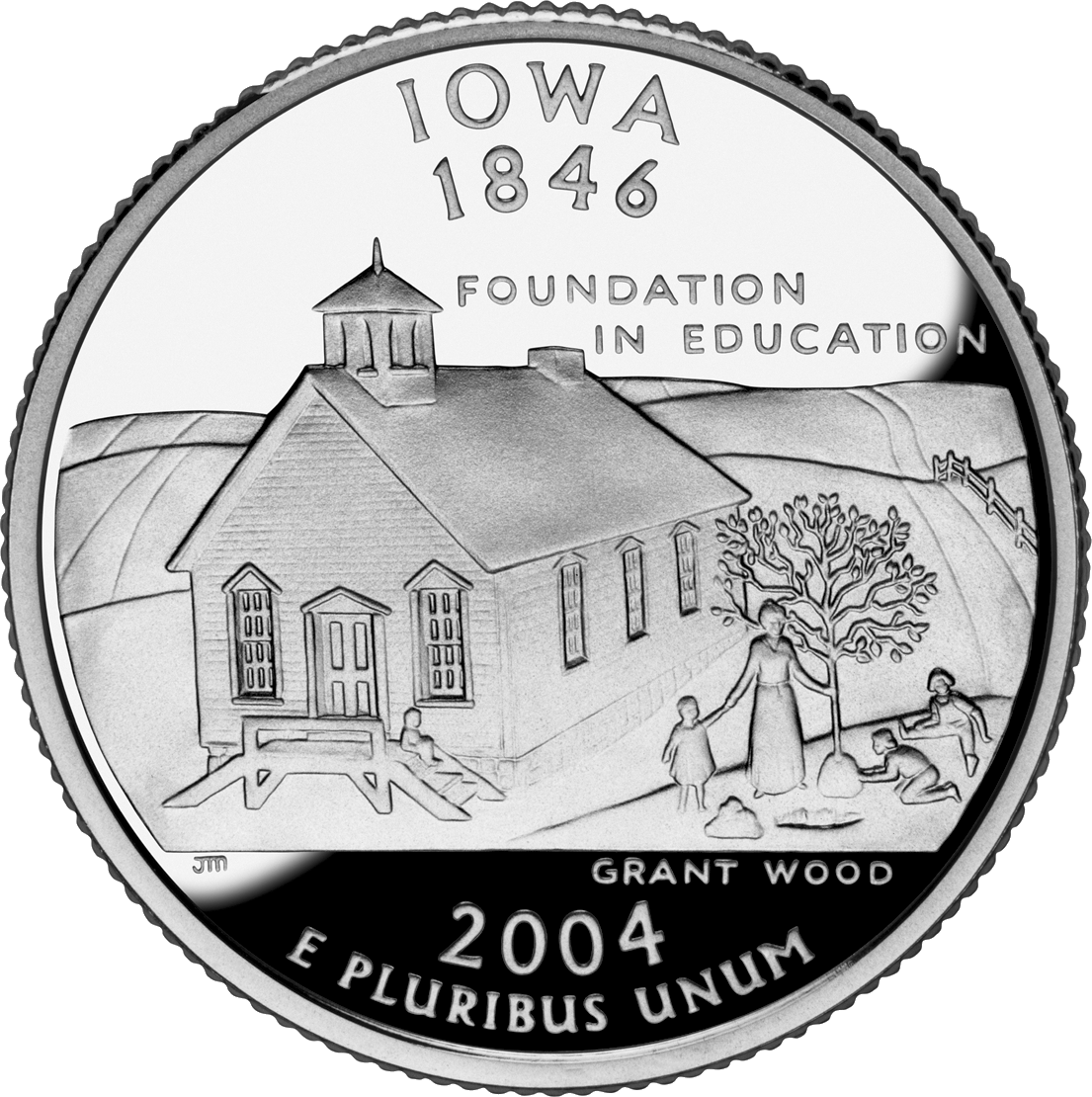
Iowa
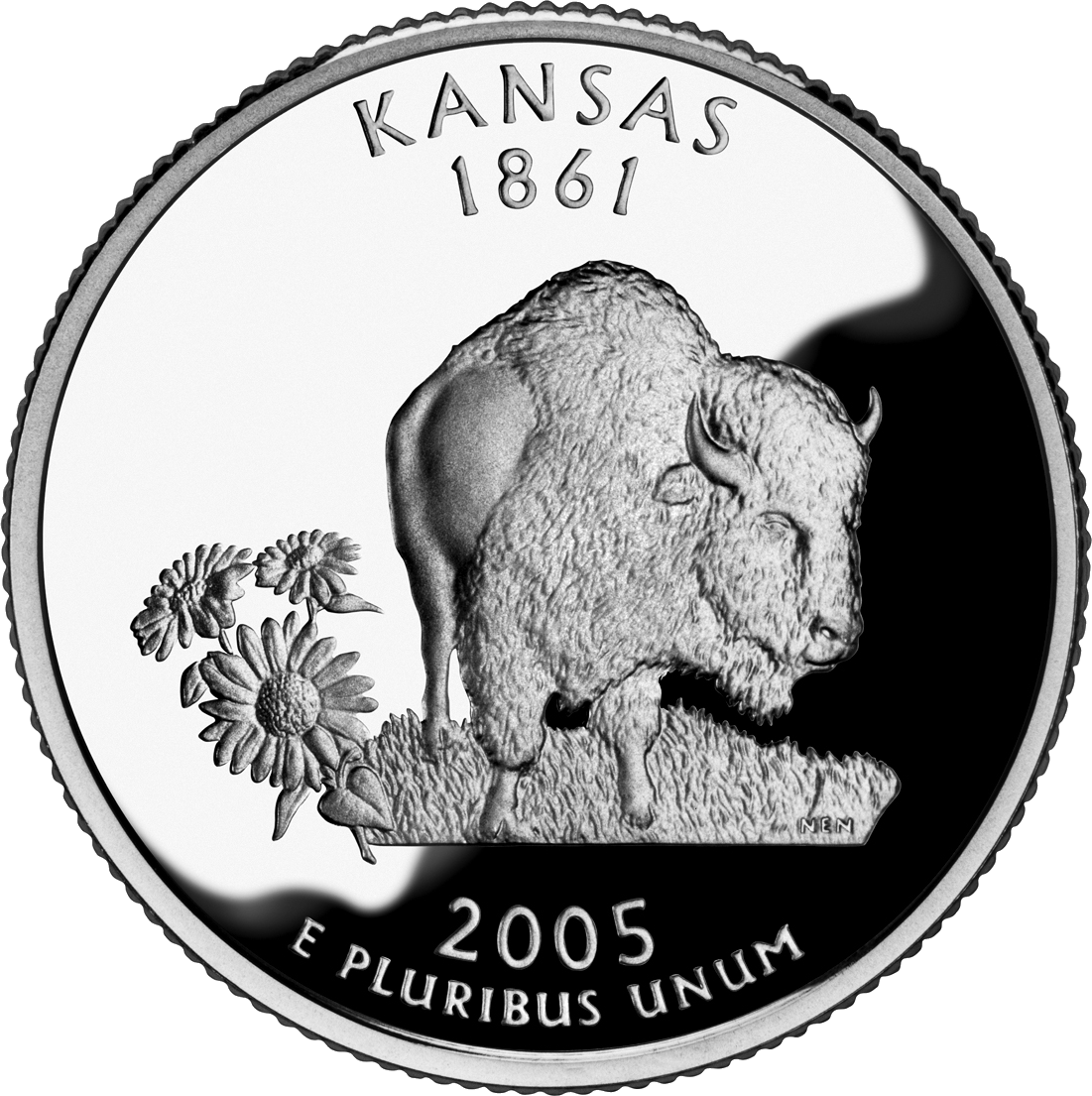
Kansas
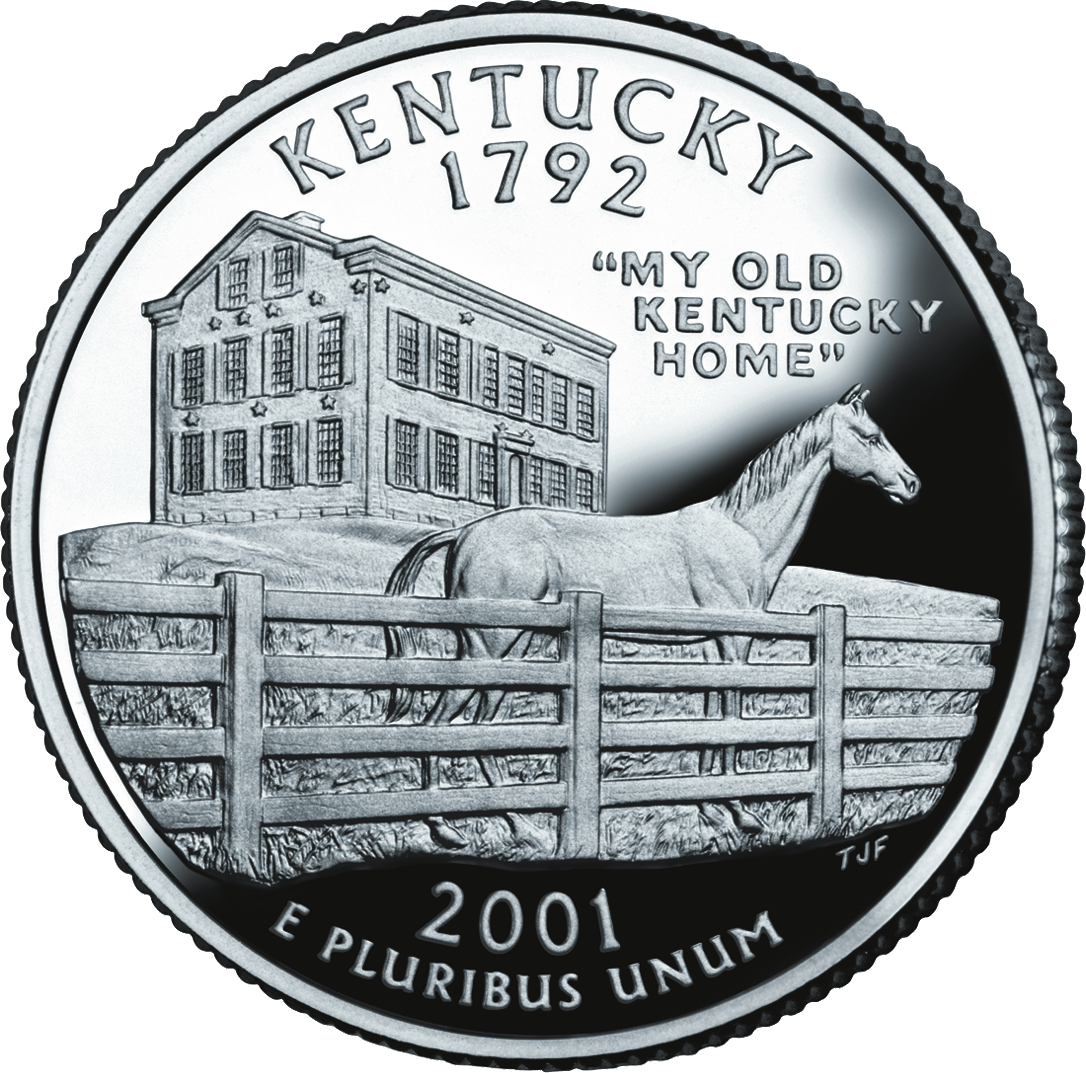
Kentucky
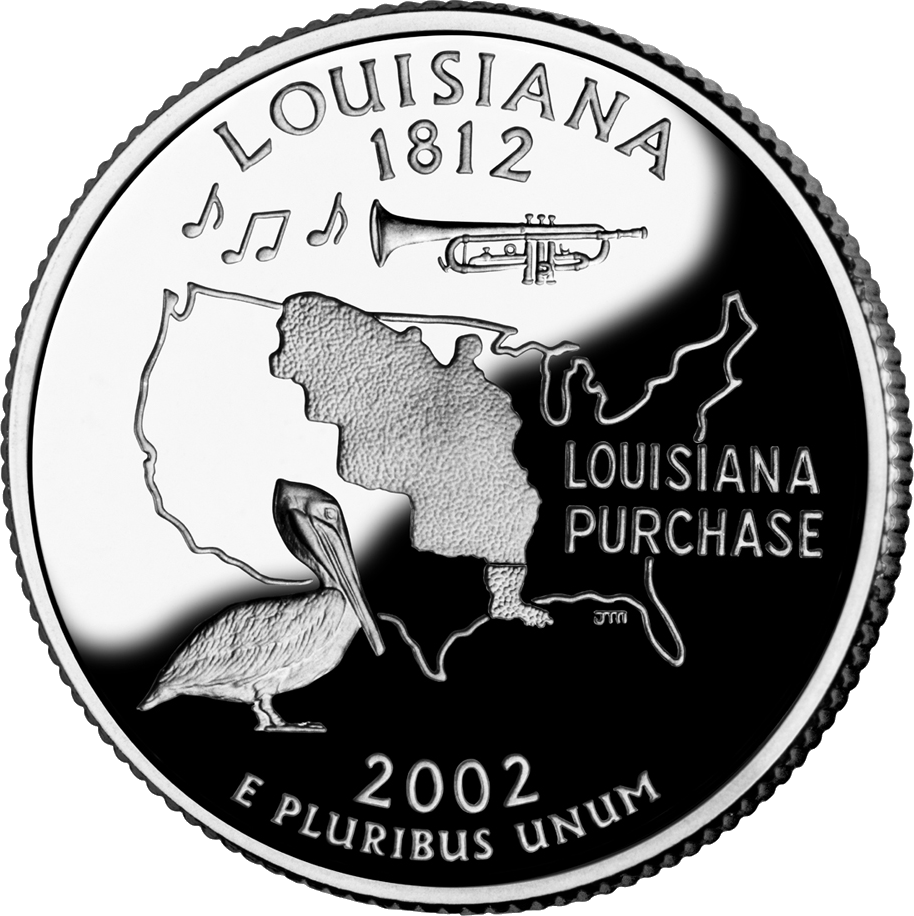
Louisiana
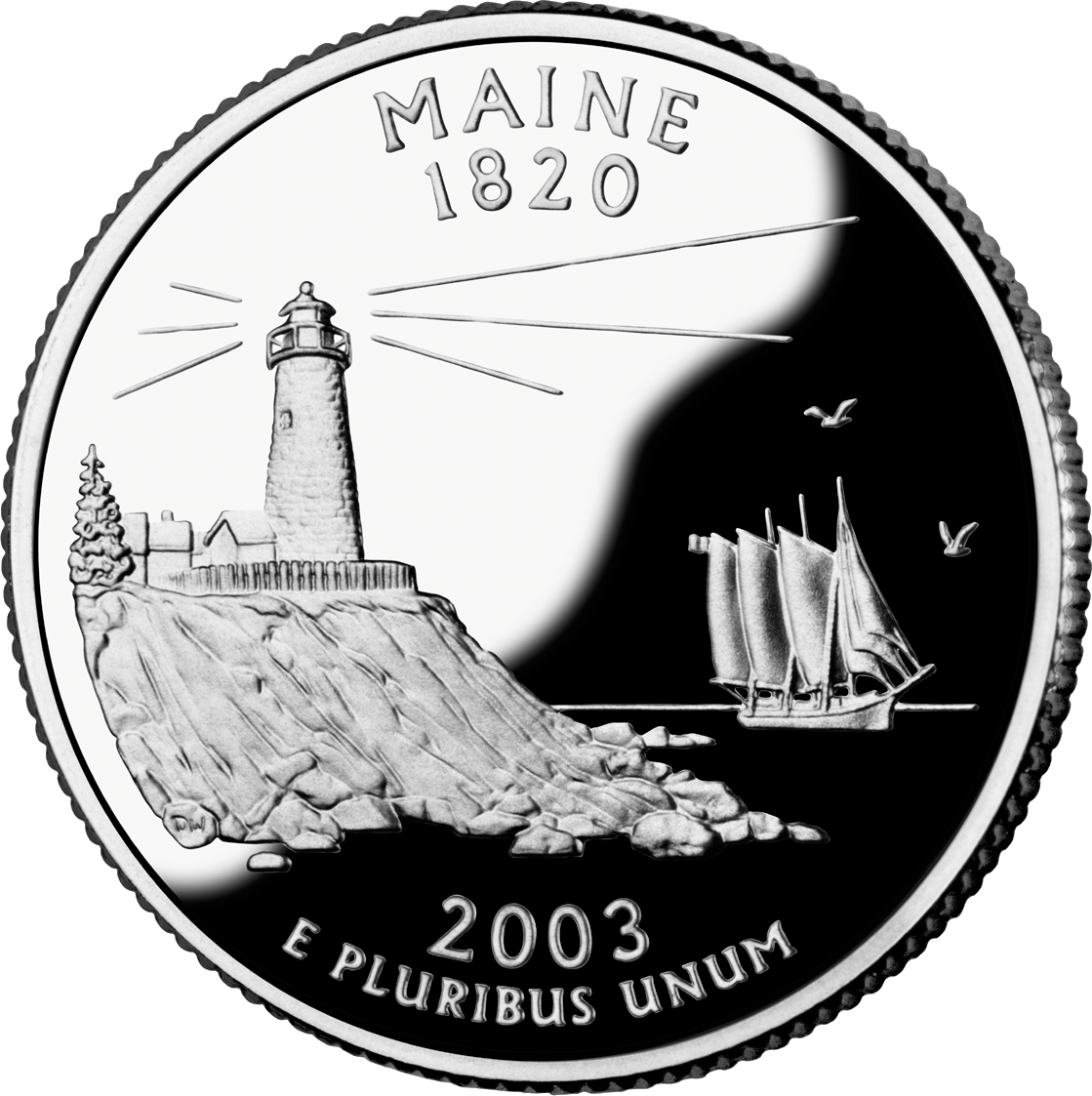
Maine
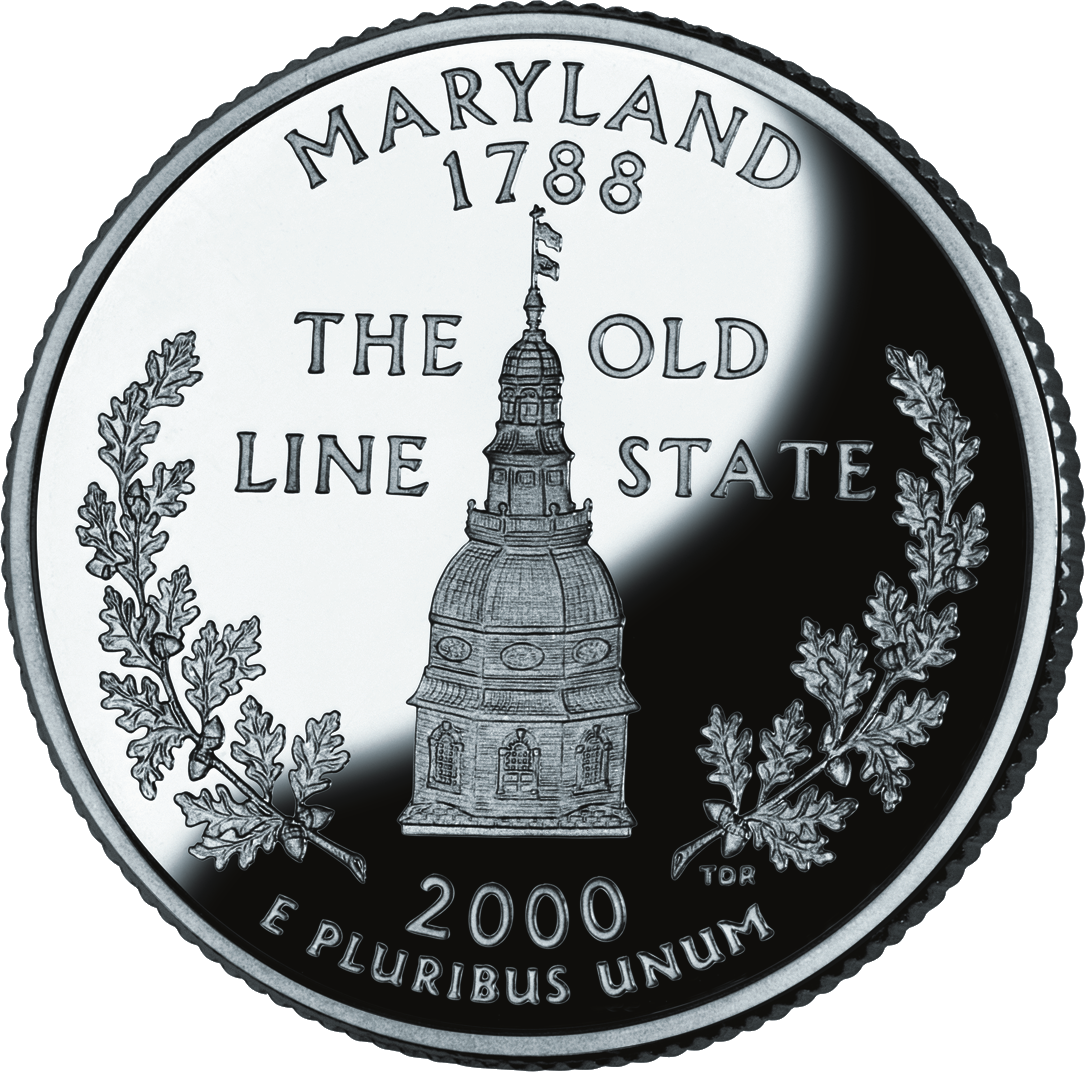
Maryland
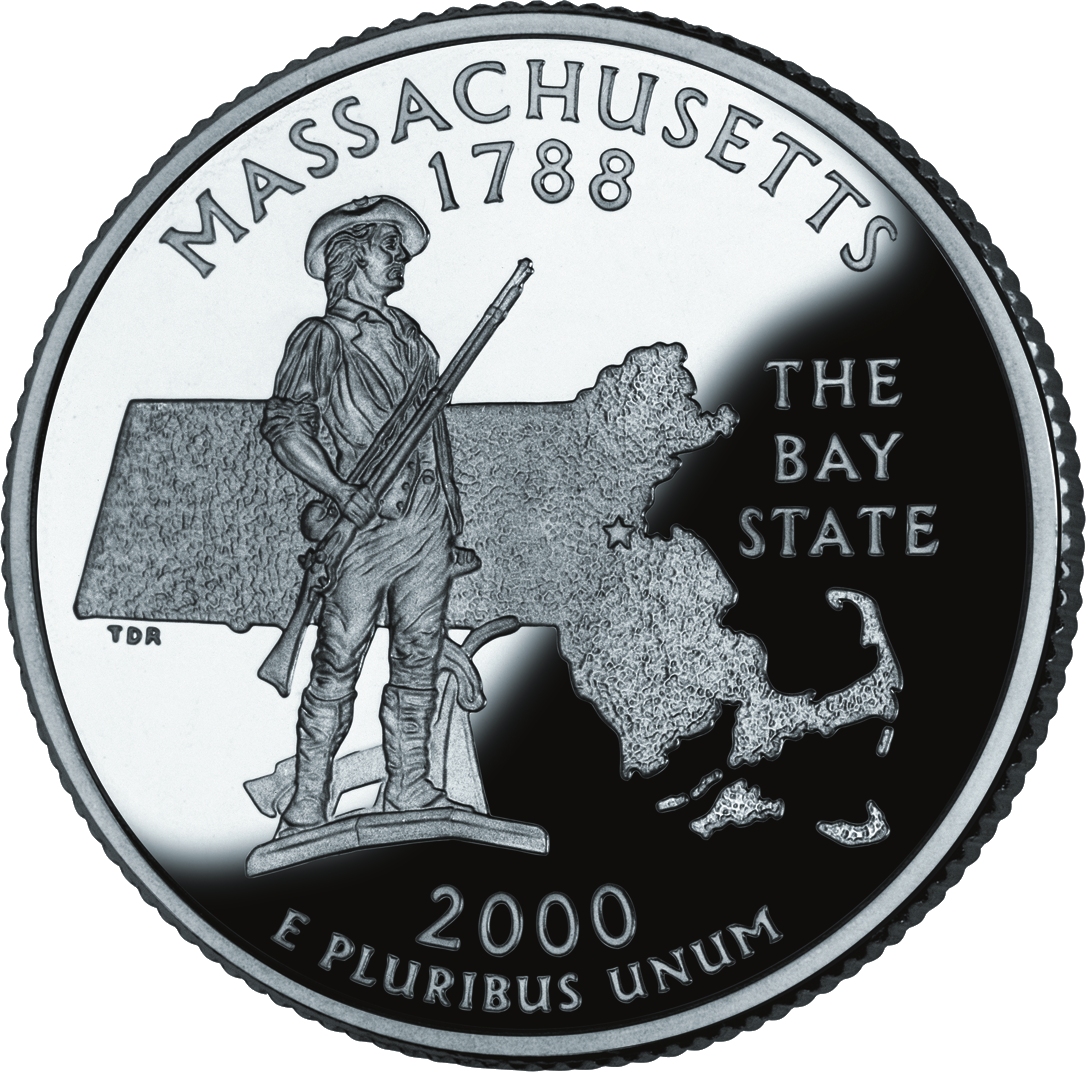
Massachusetts
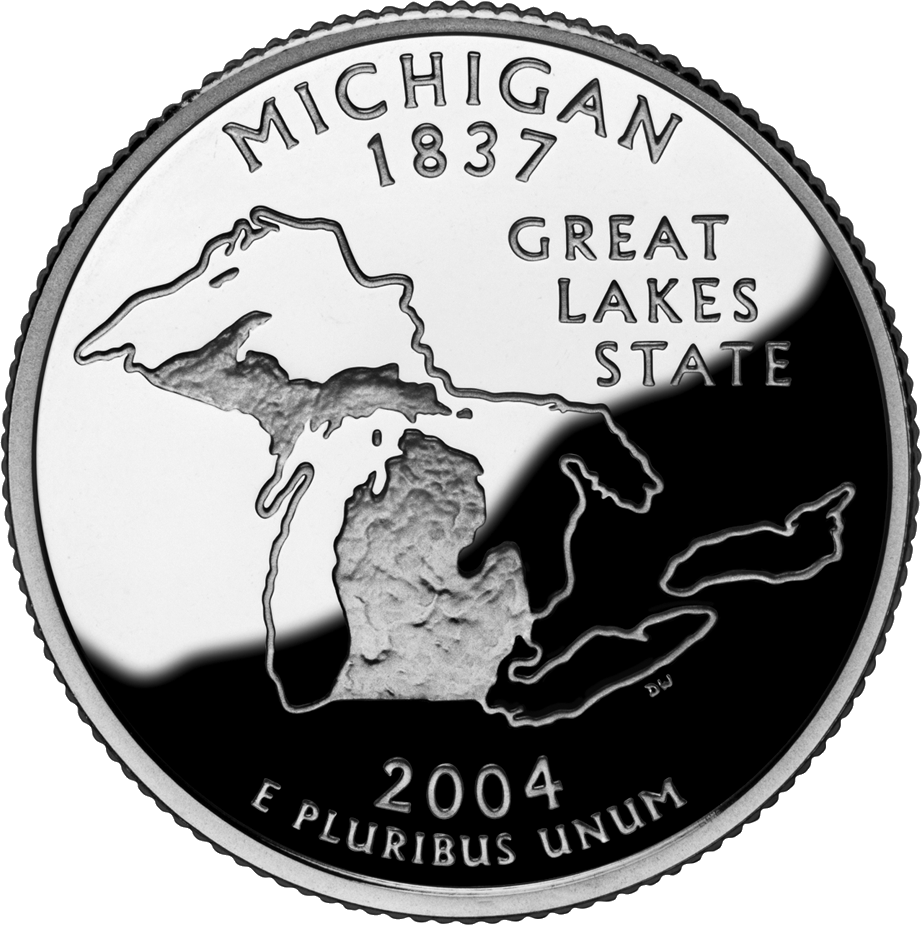
Michigan
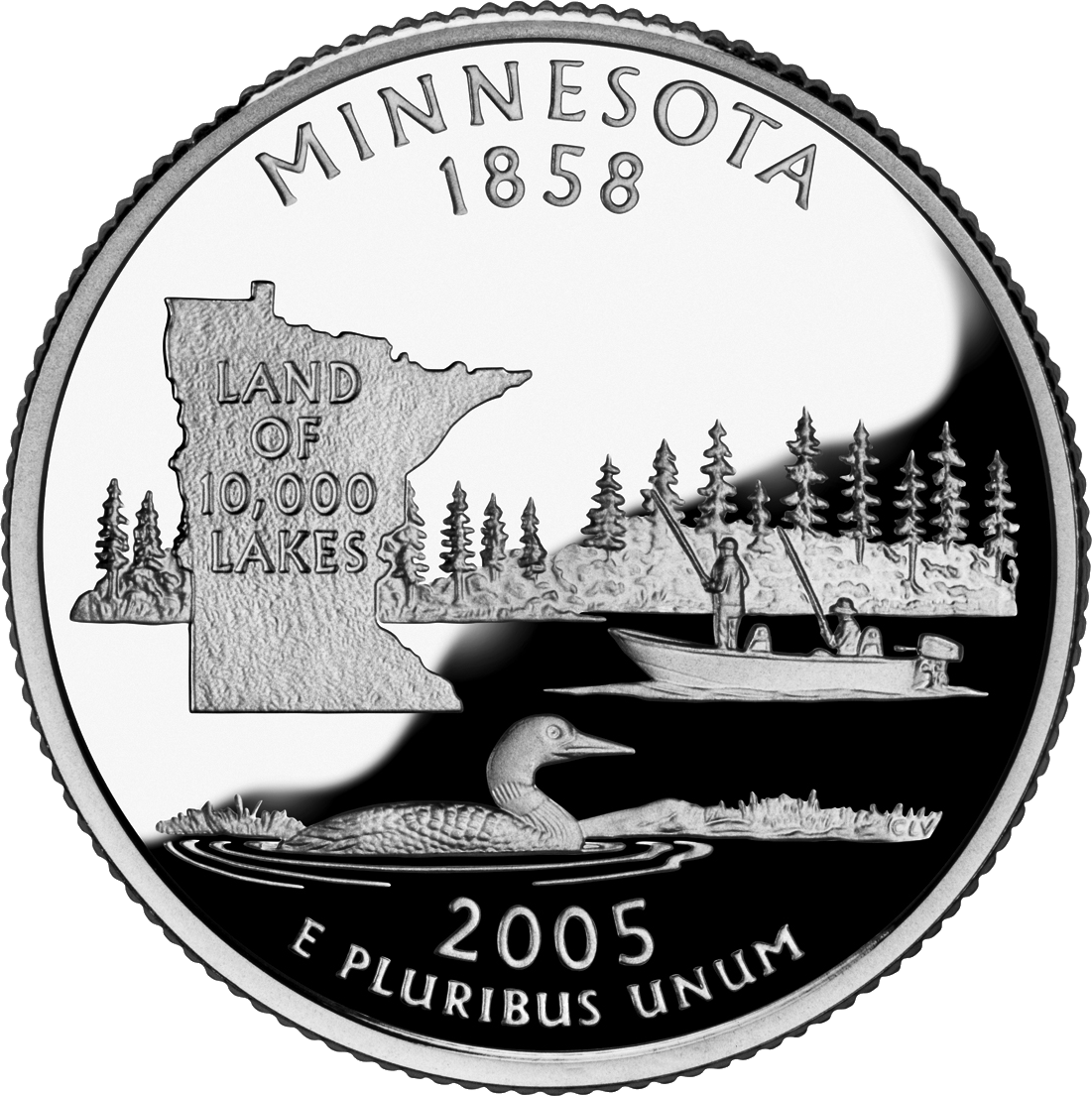
Minnesota
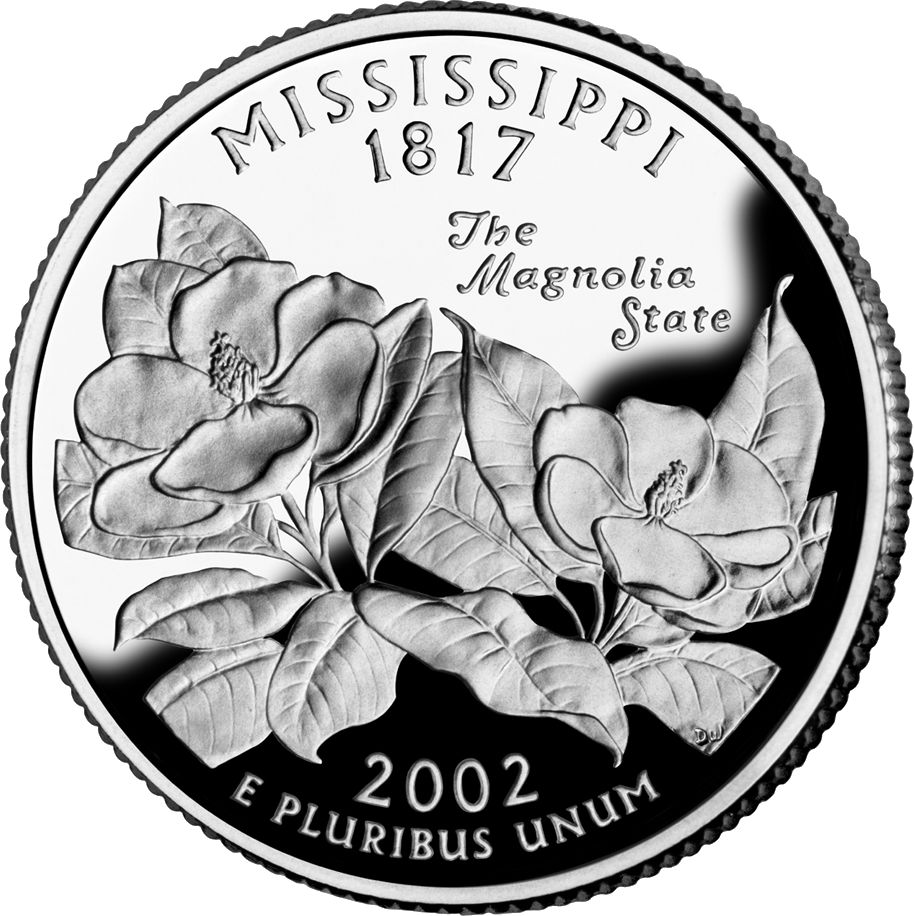
Mississippi
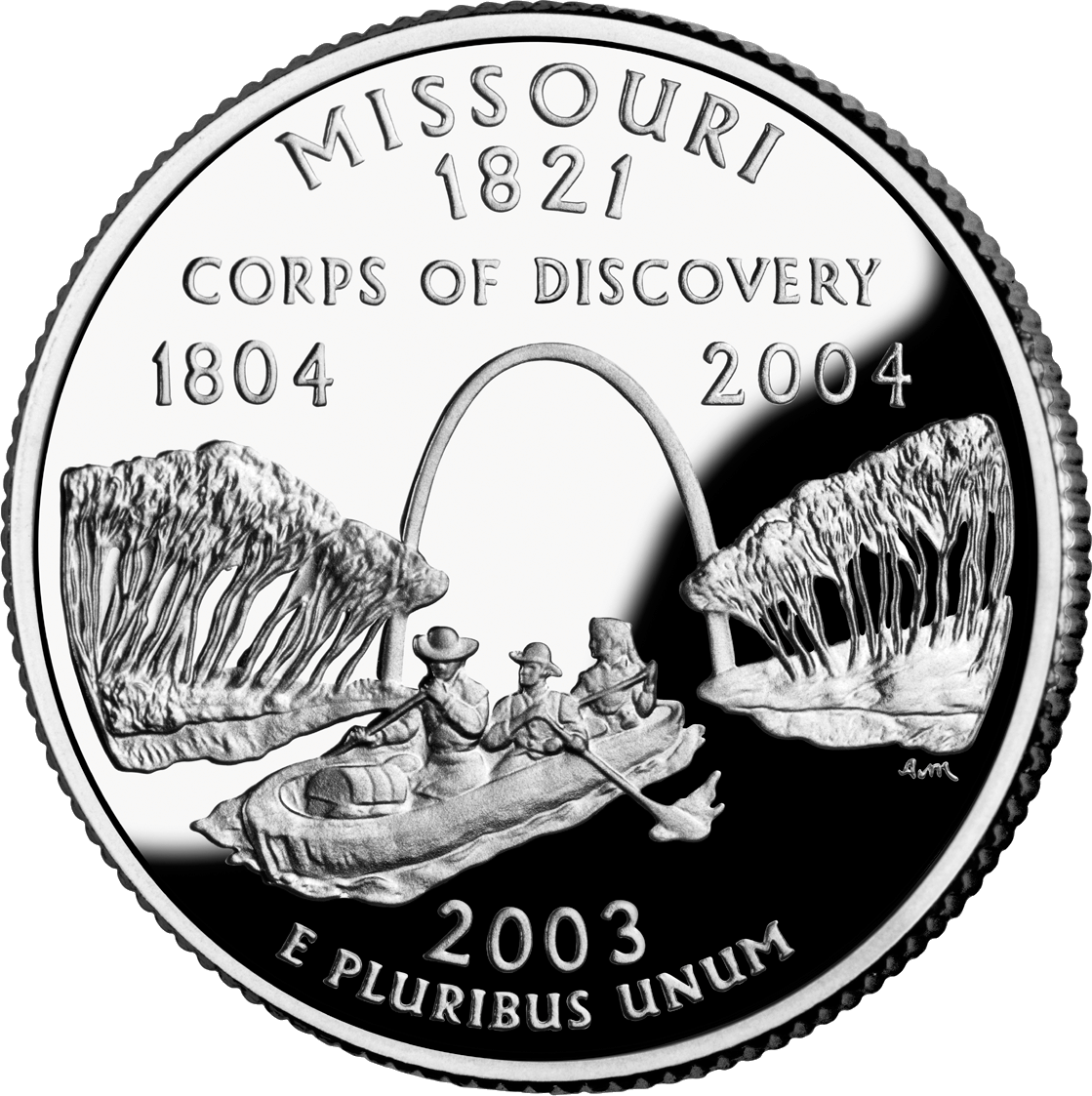
Missouri
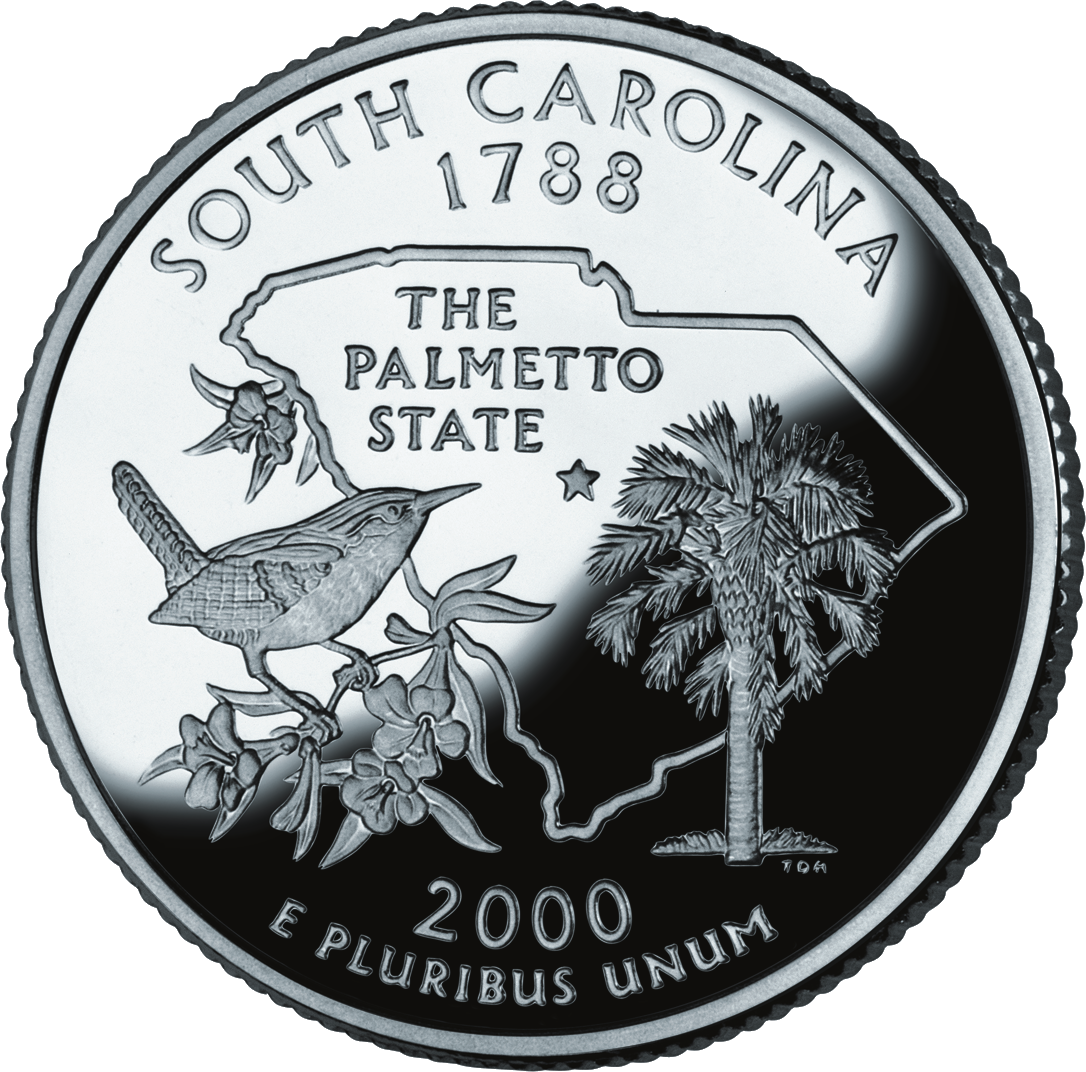
Nam Carolina
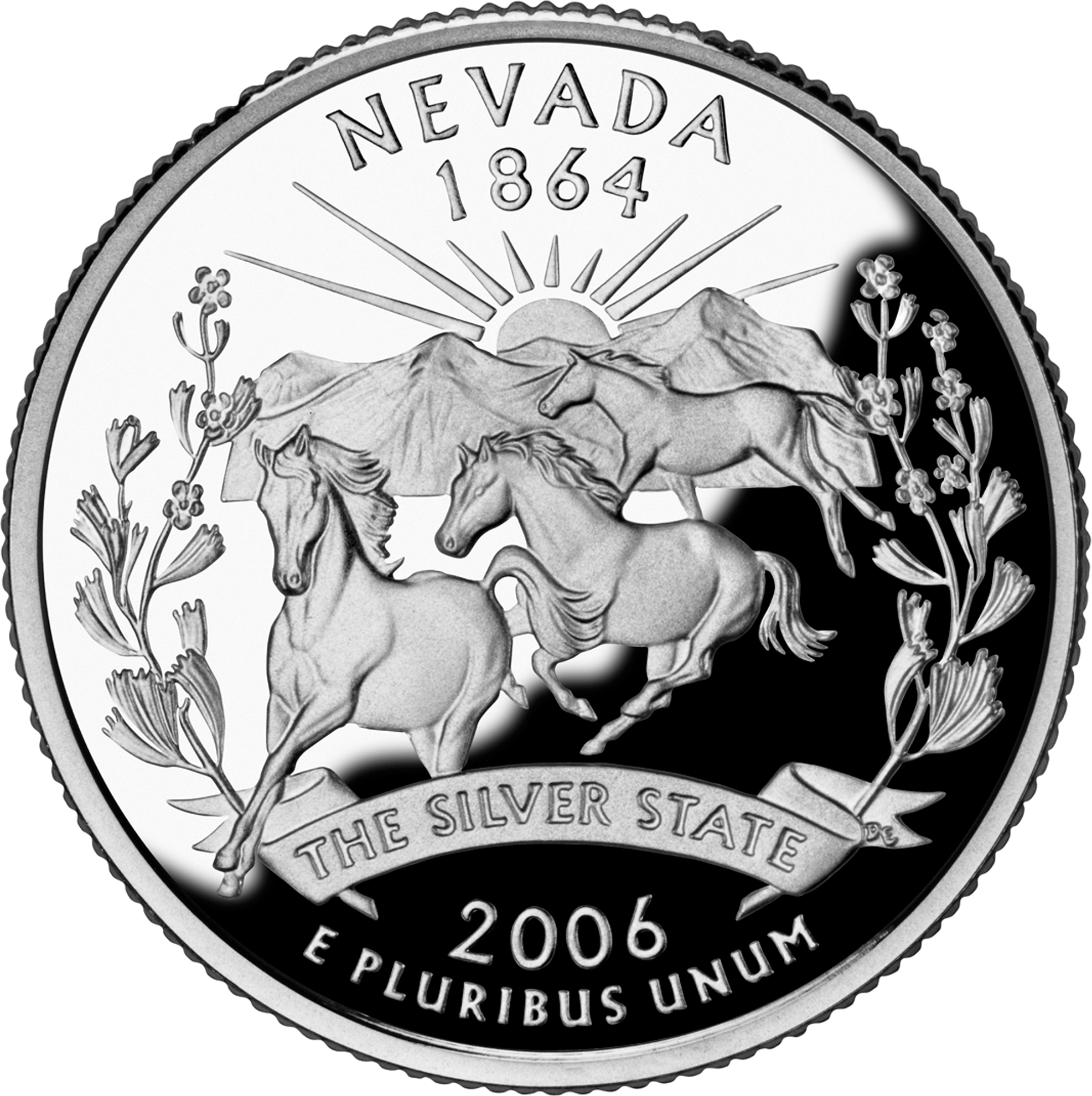
Nevada
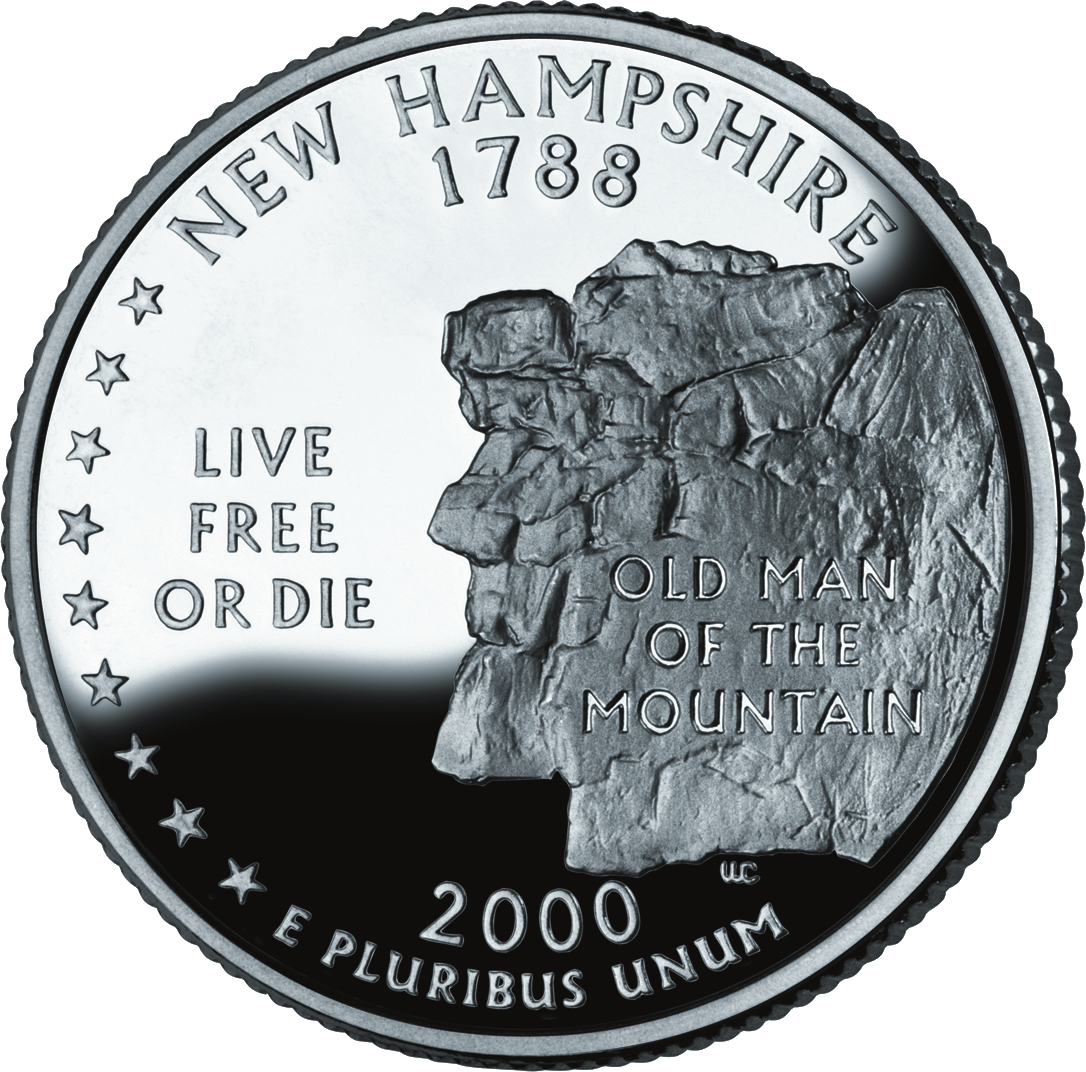
New Hampshire
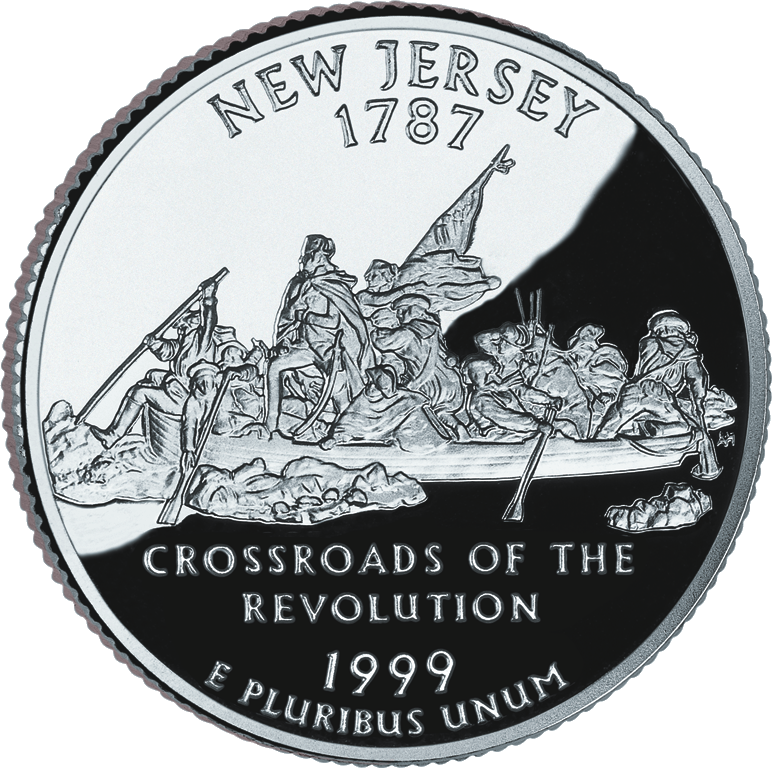
New Jersey
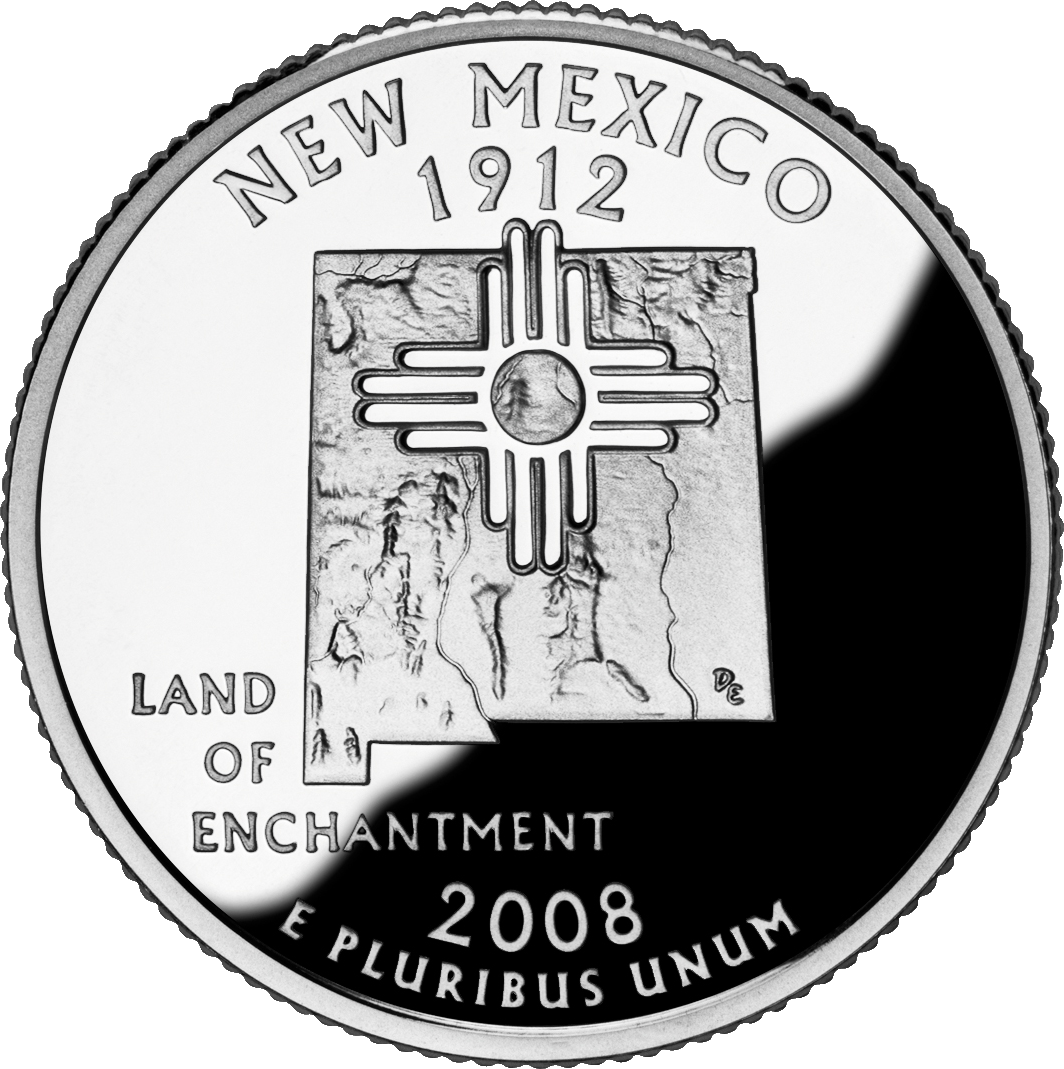
New Mexico
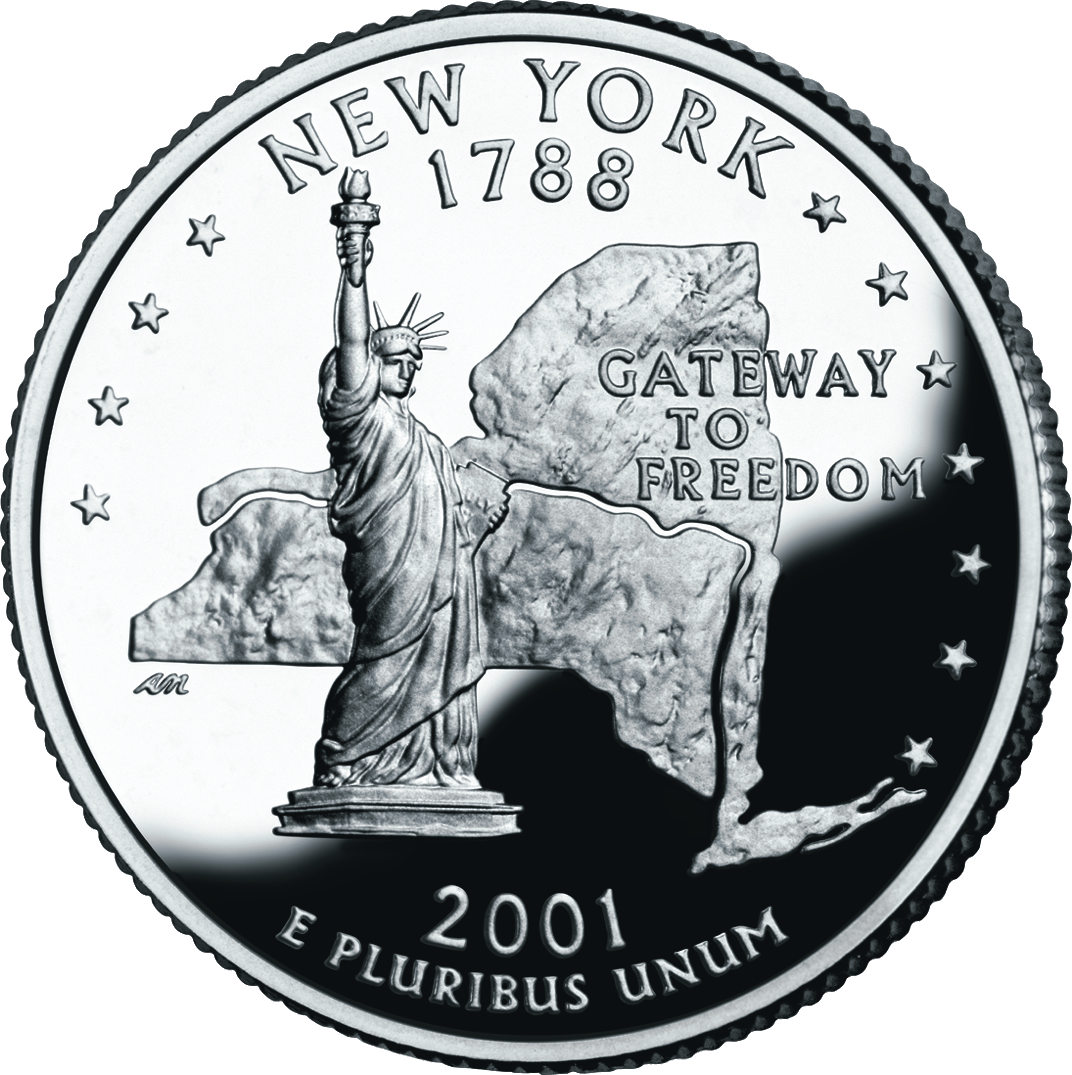
New York
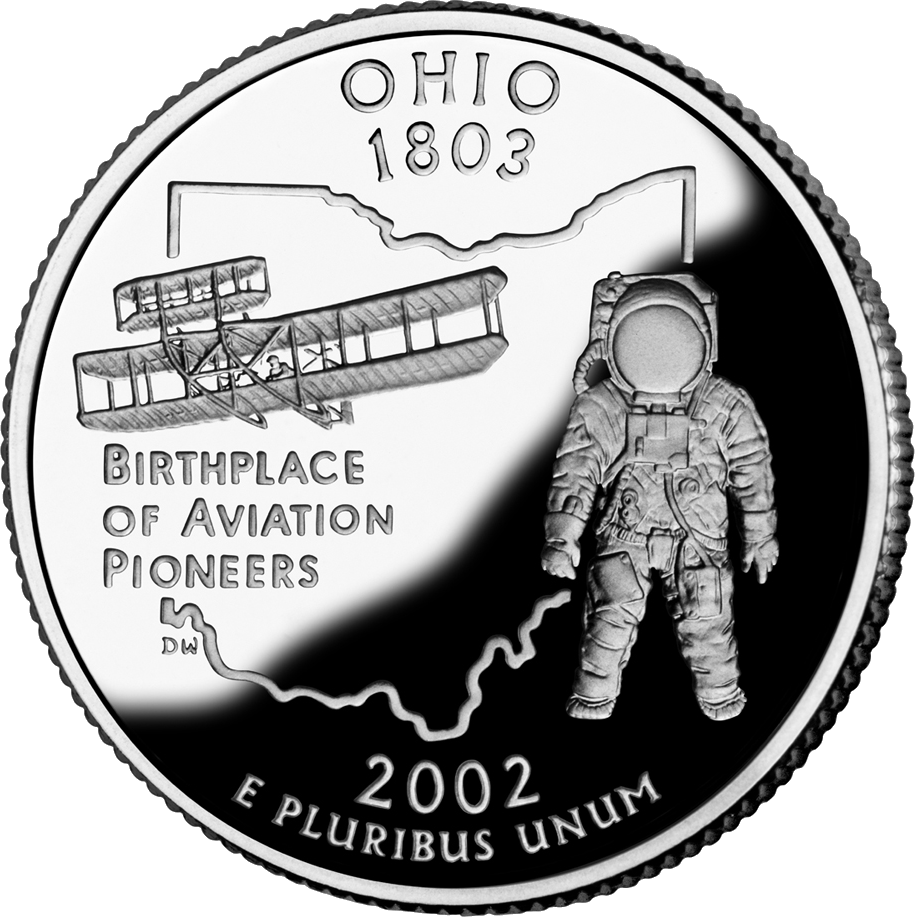
Ohio
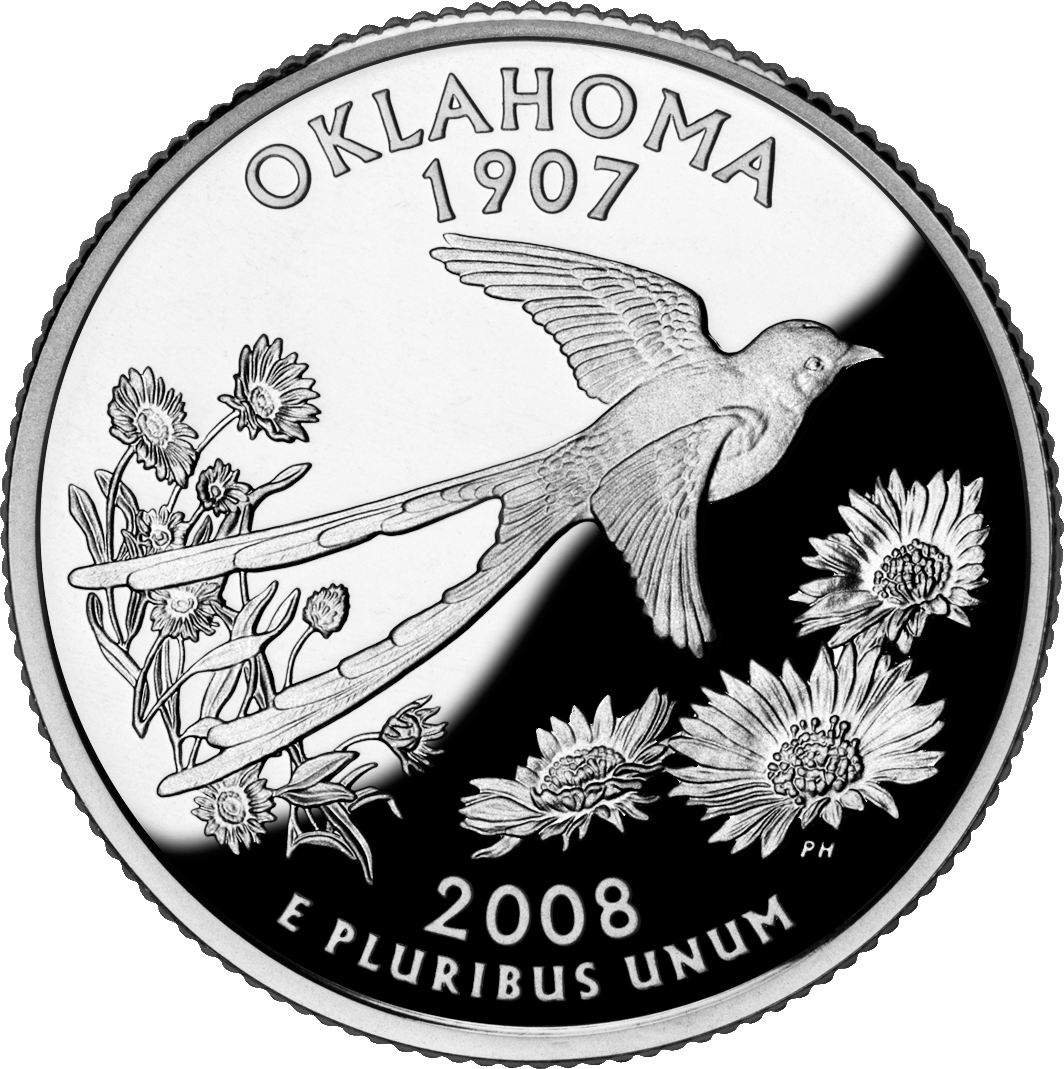
Oklahoma
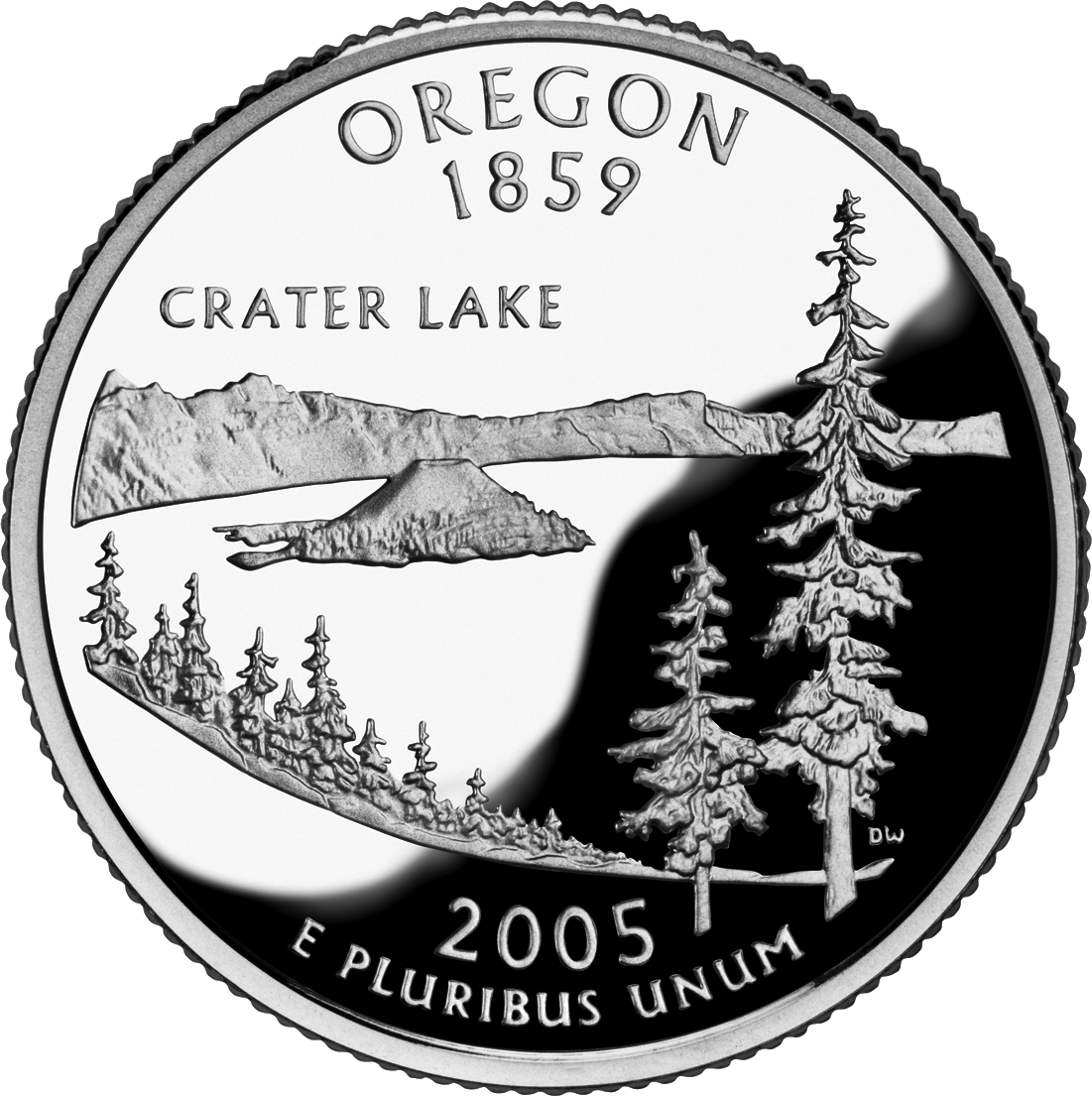
Oregon
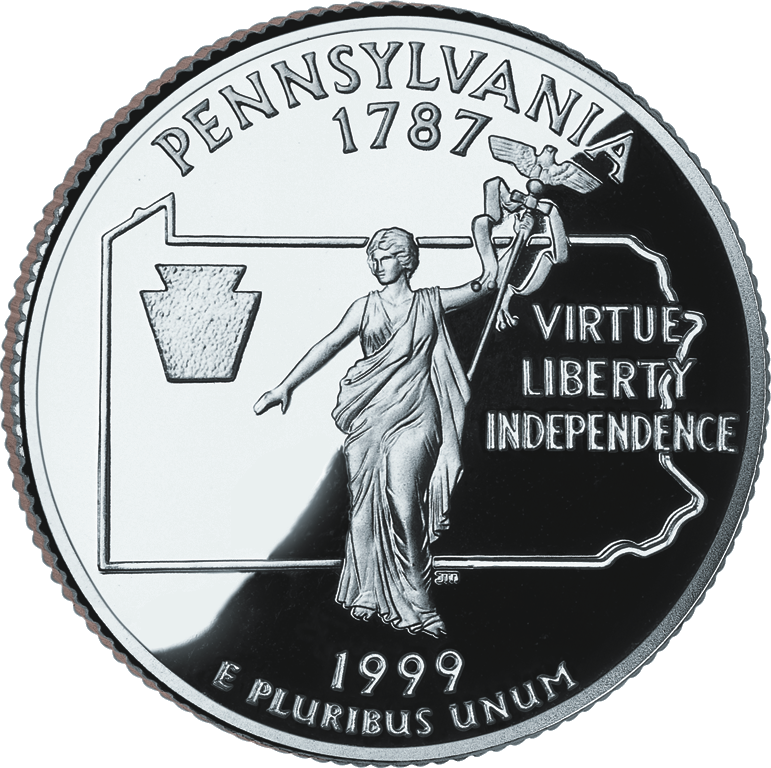
Pennsylvania
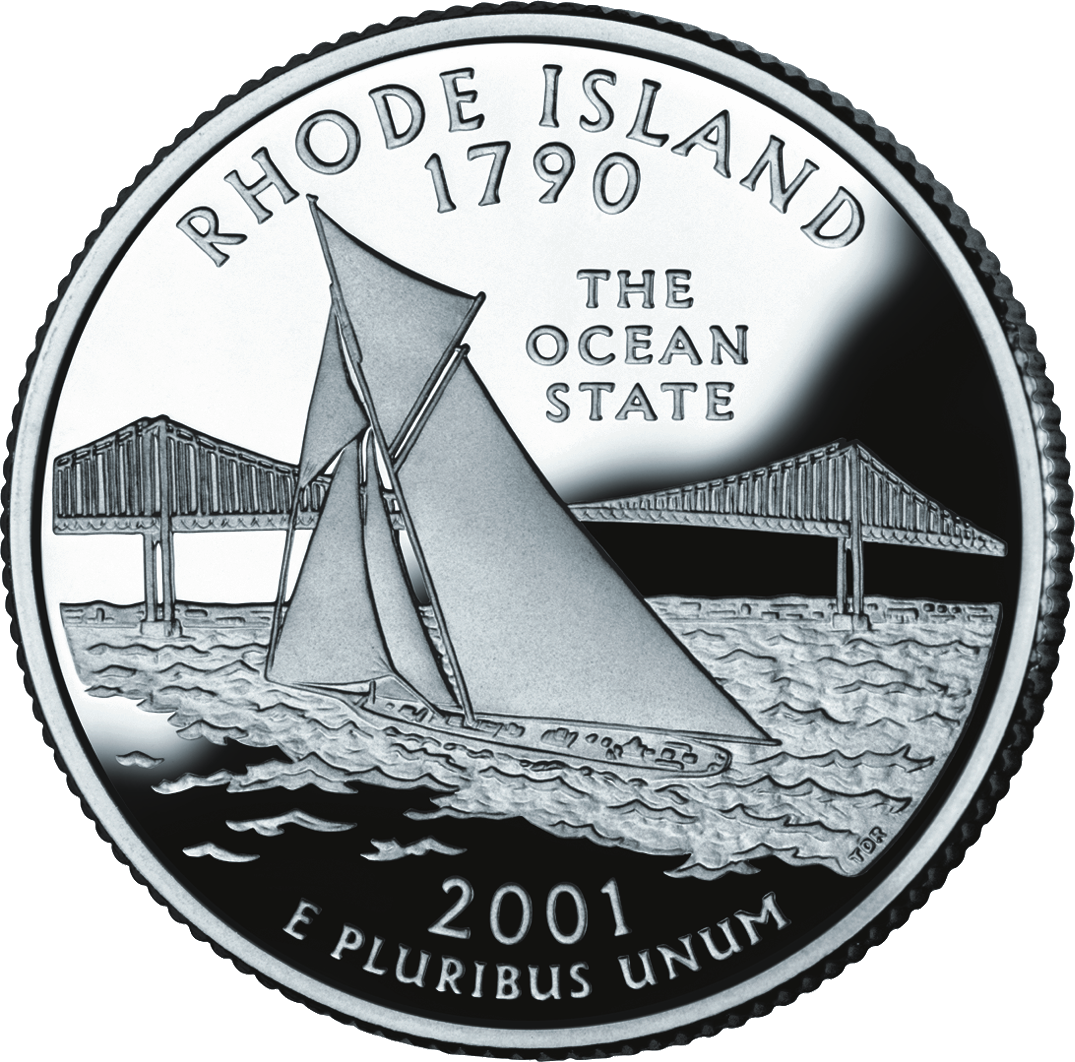
Rhode Island
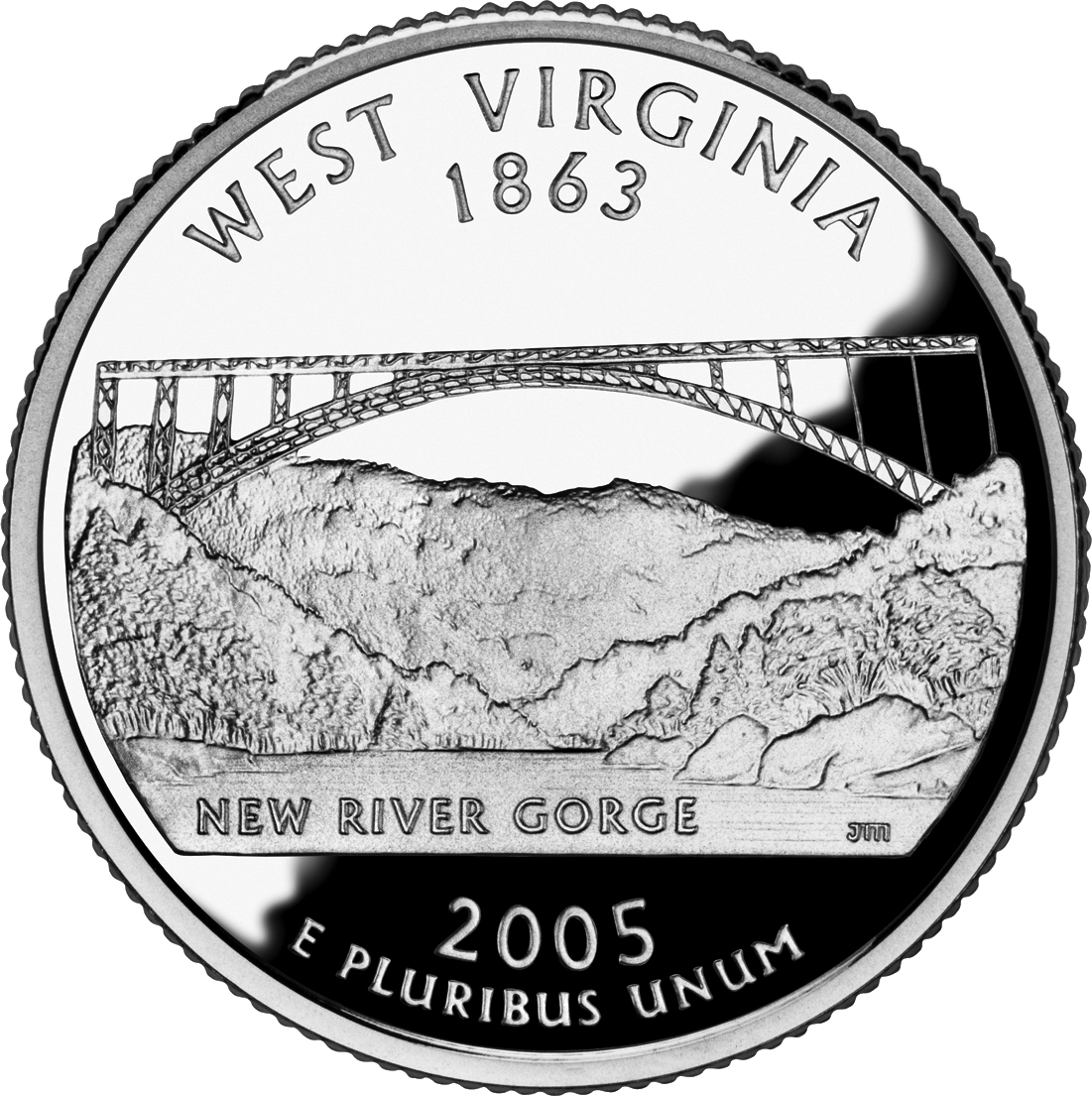
Tây Virginia
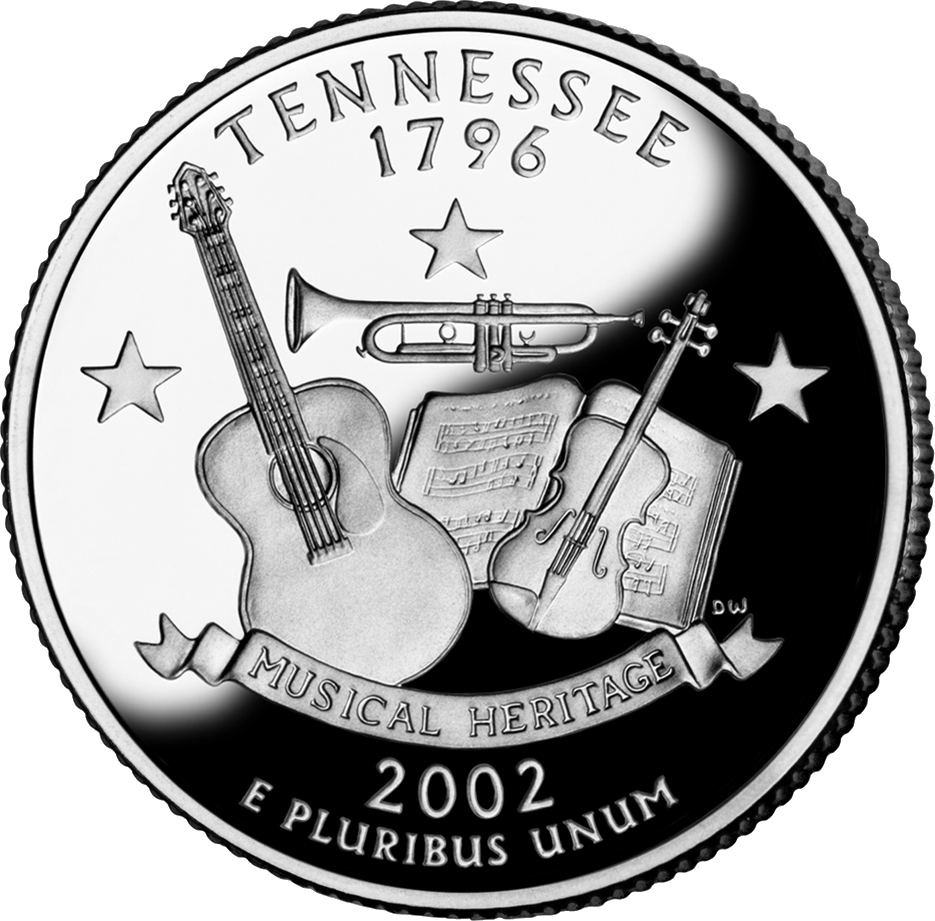
Tennessee
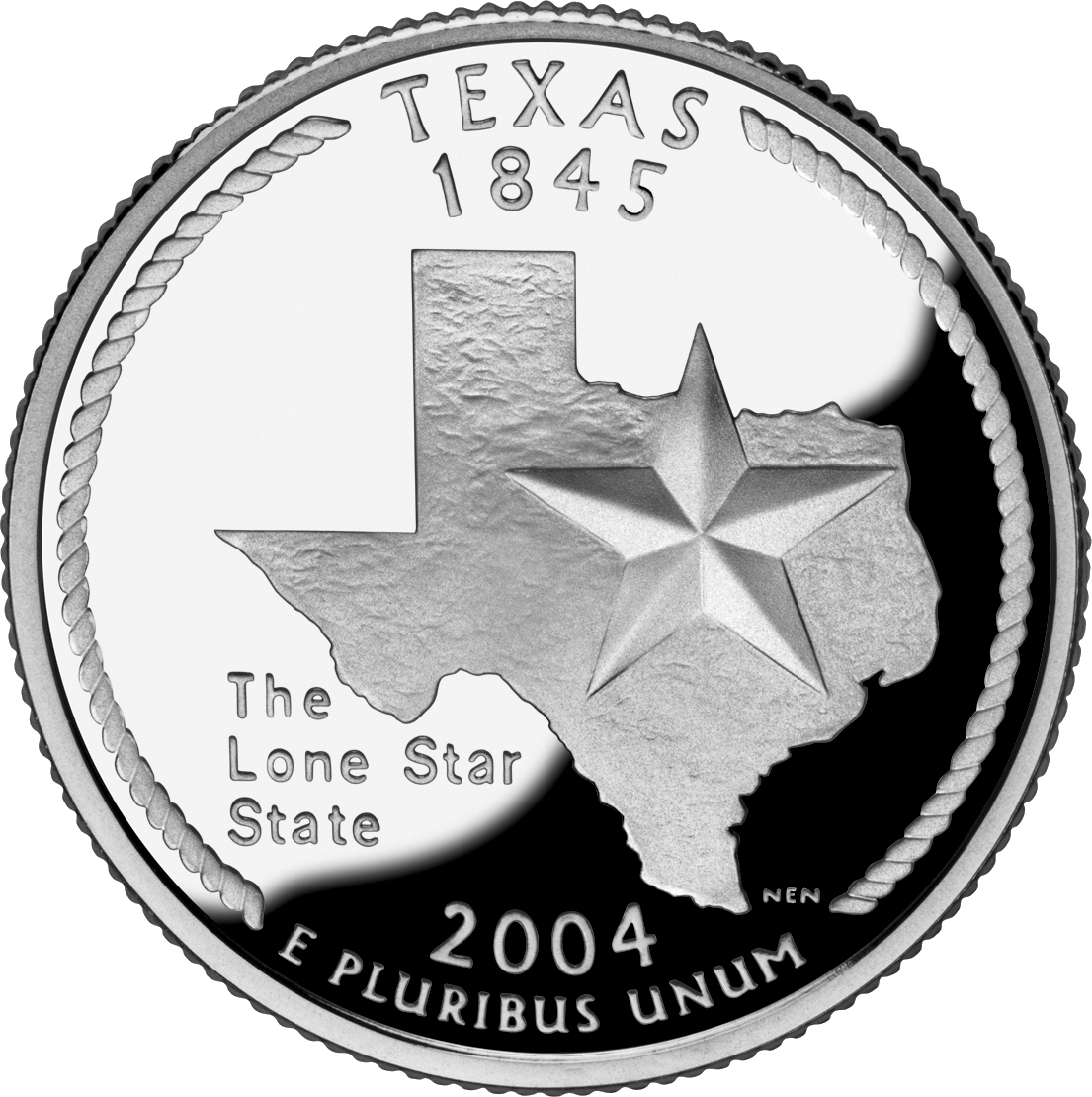
Texas
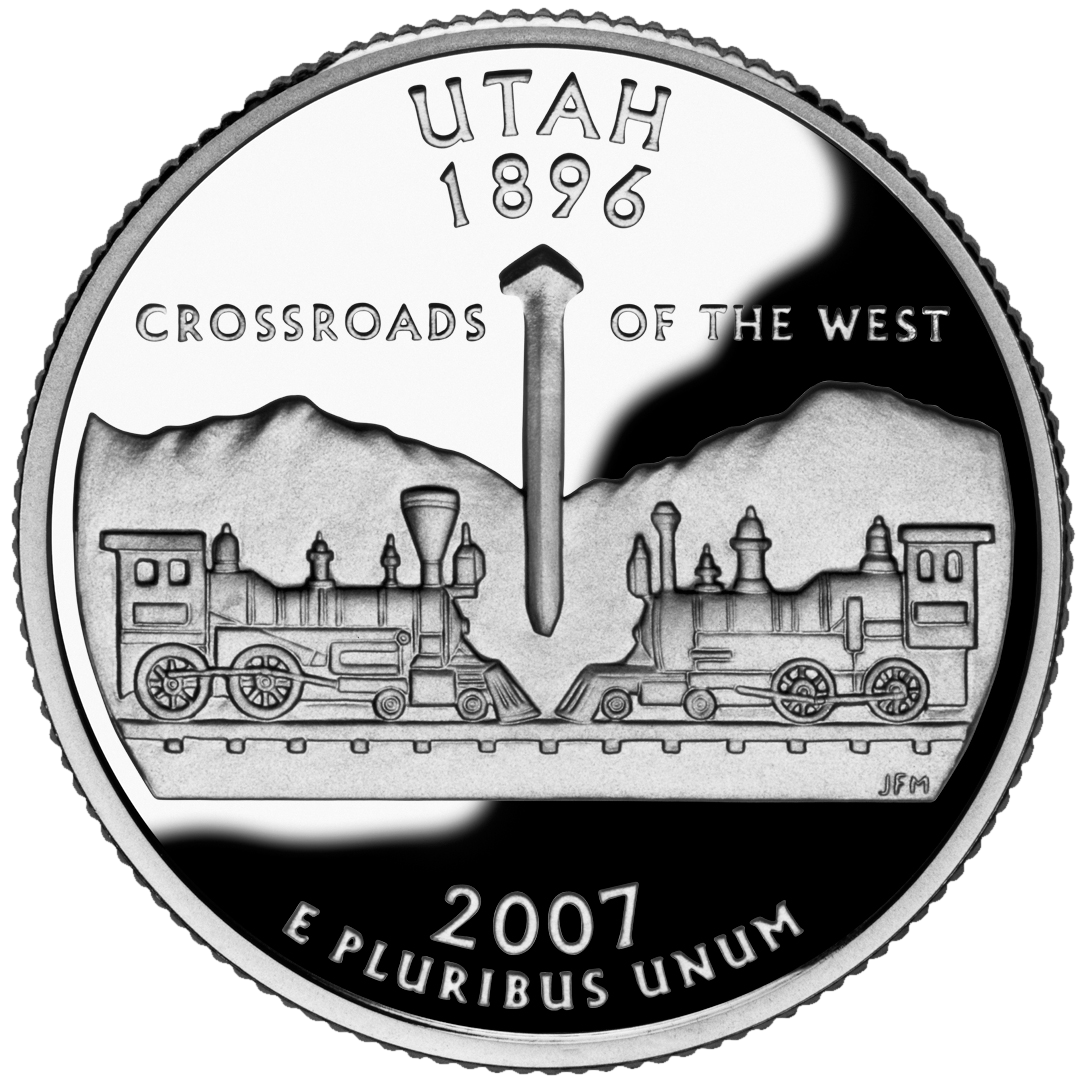
Utah
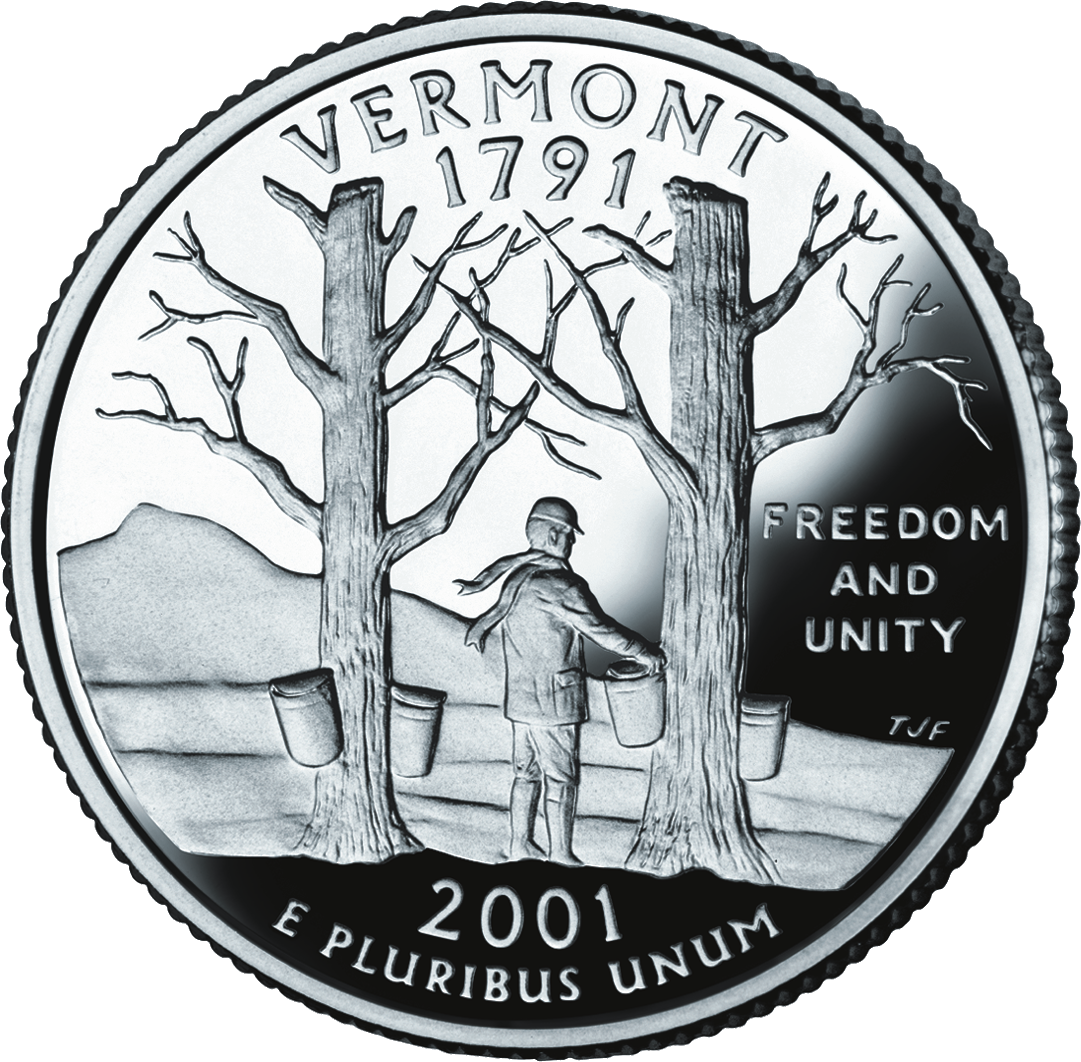
Vermont
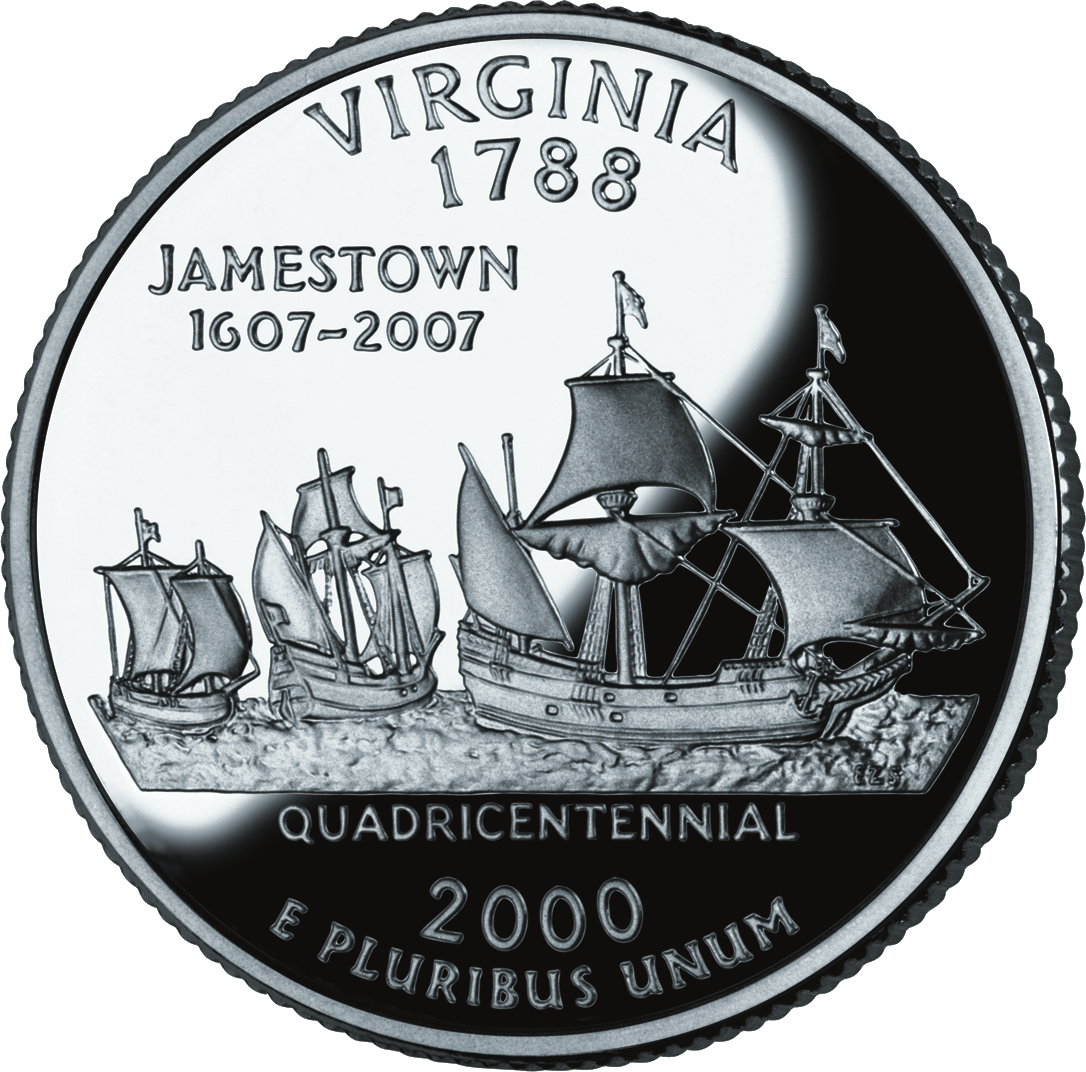
Virginia
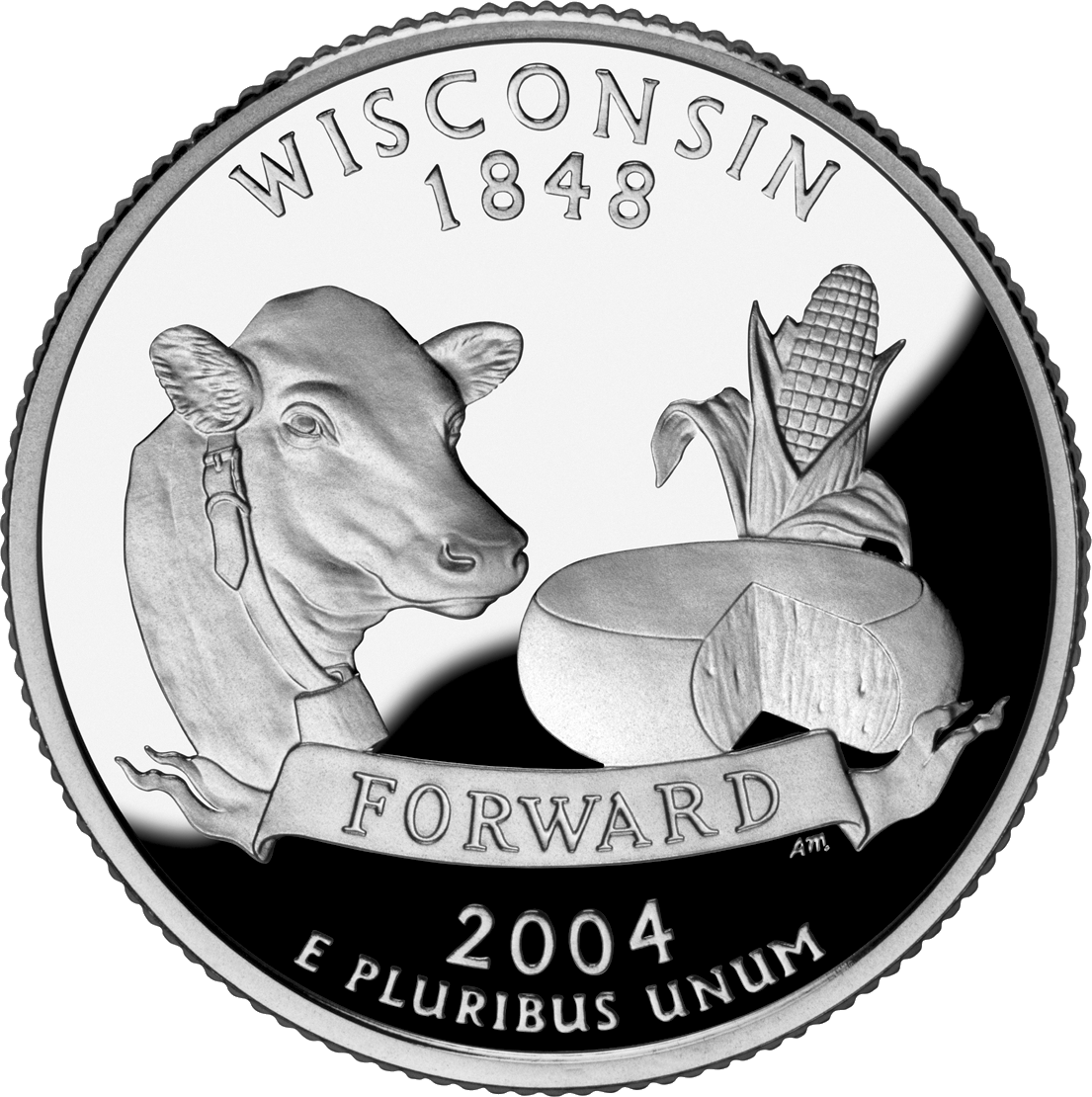
Wisconsin

### Những phân cấp hành chính khác

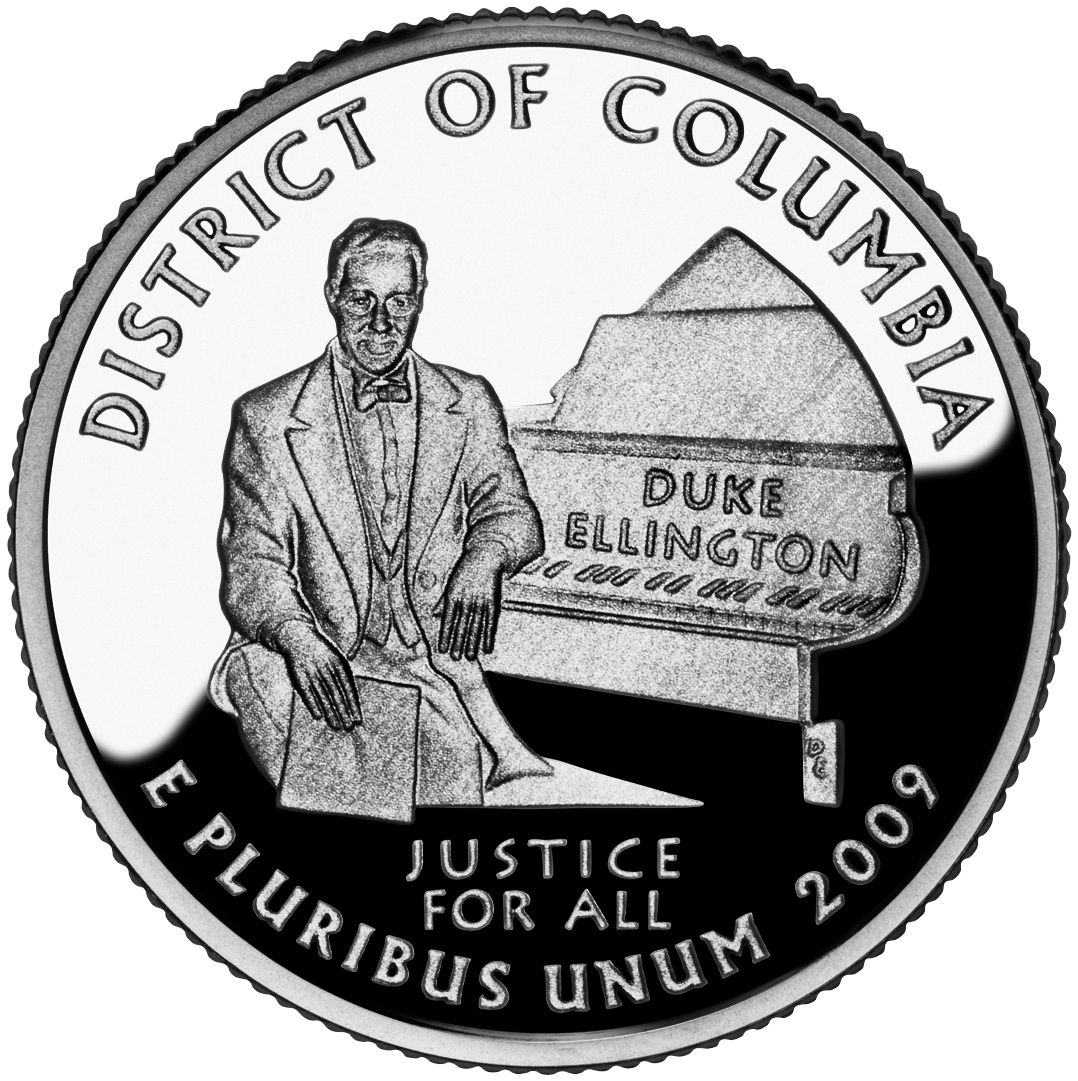
Đặc khu Columbia
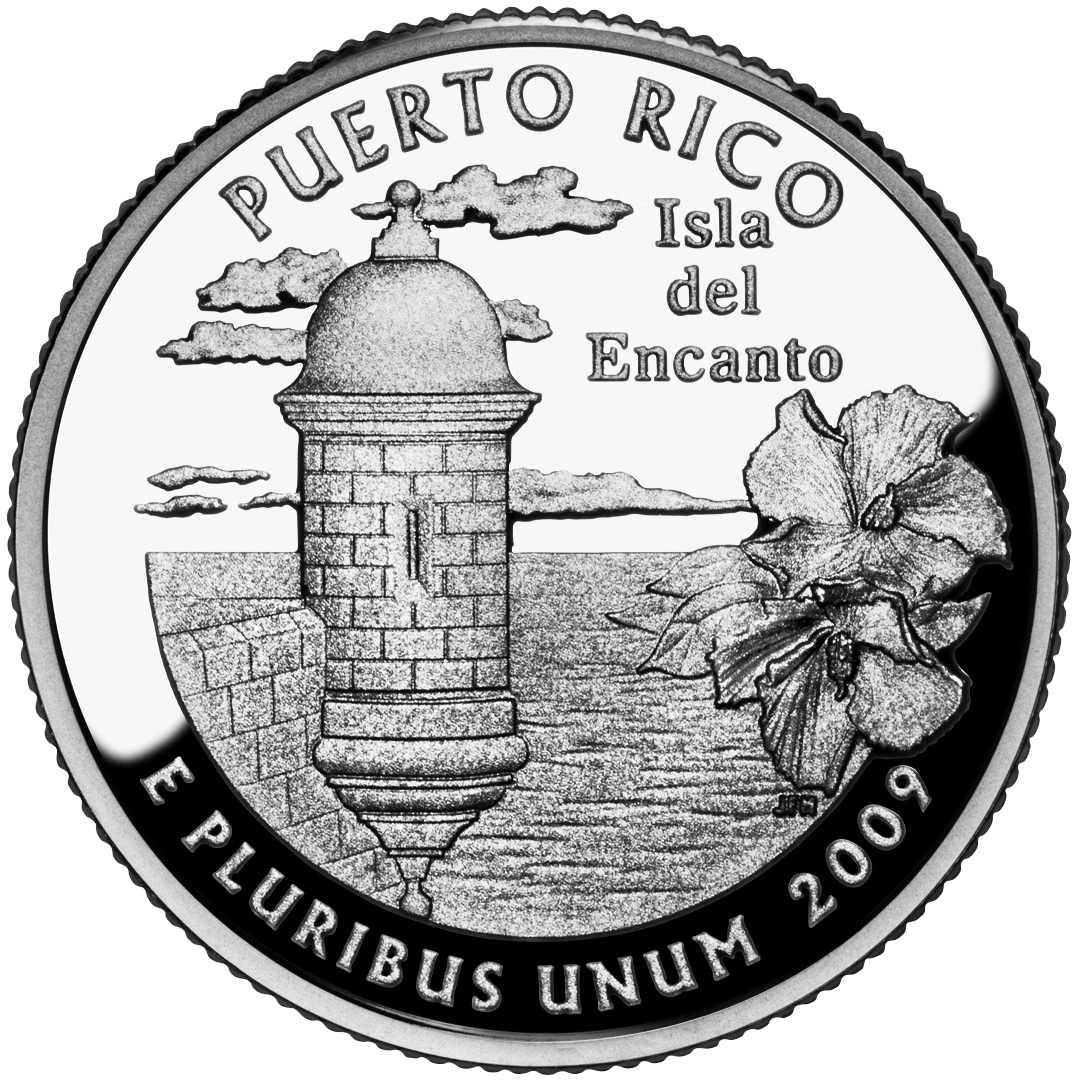
Puerto Rico
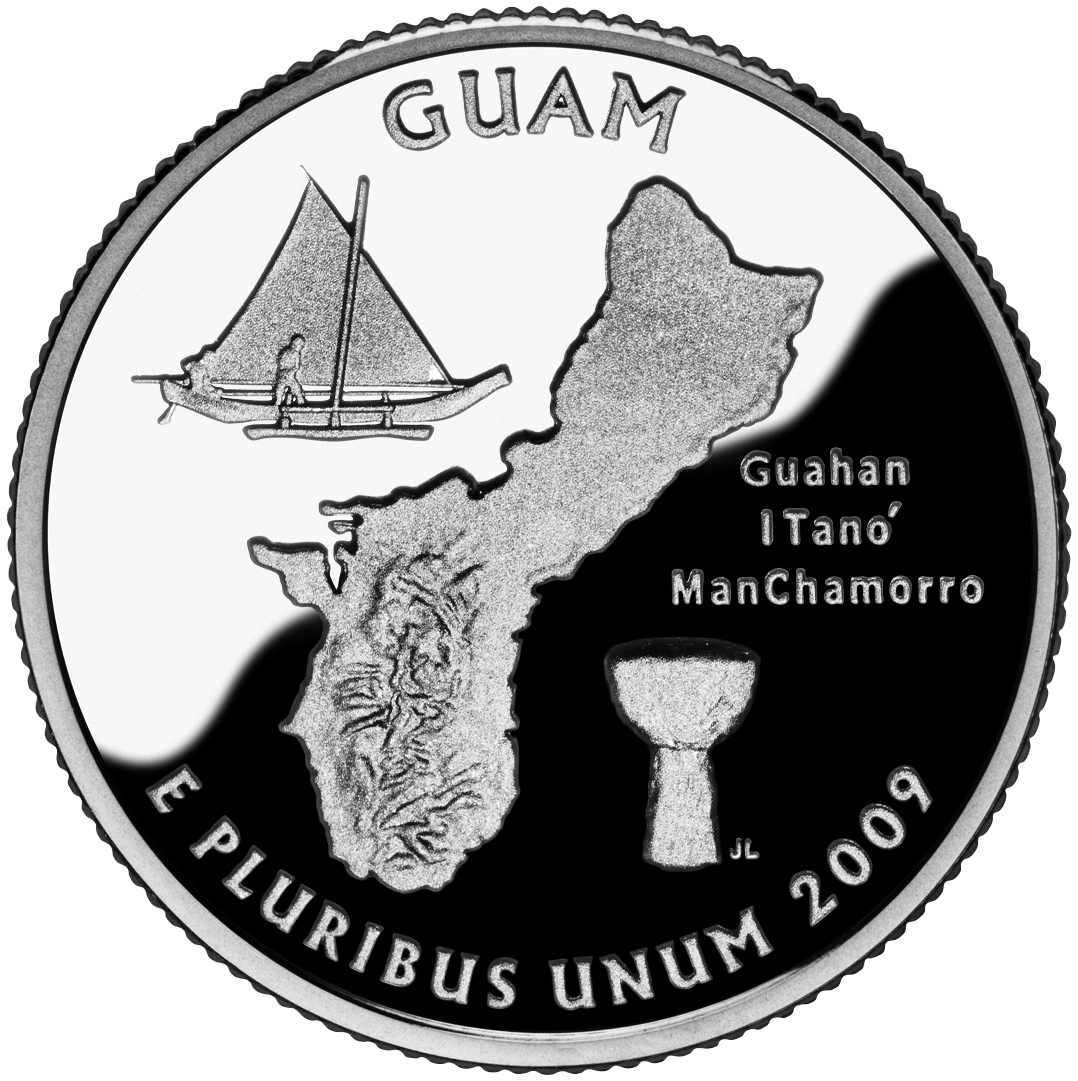
Guam
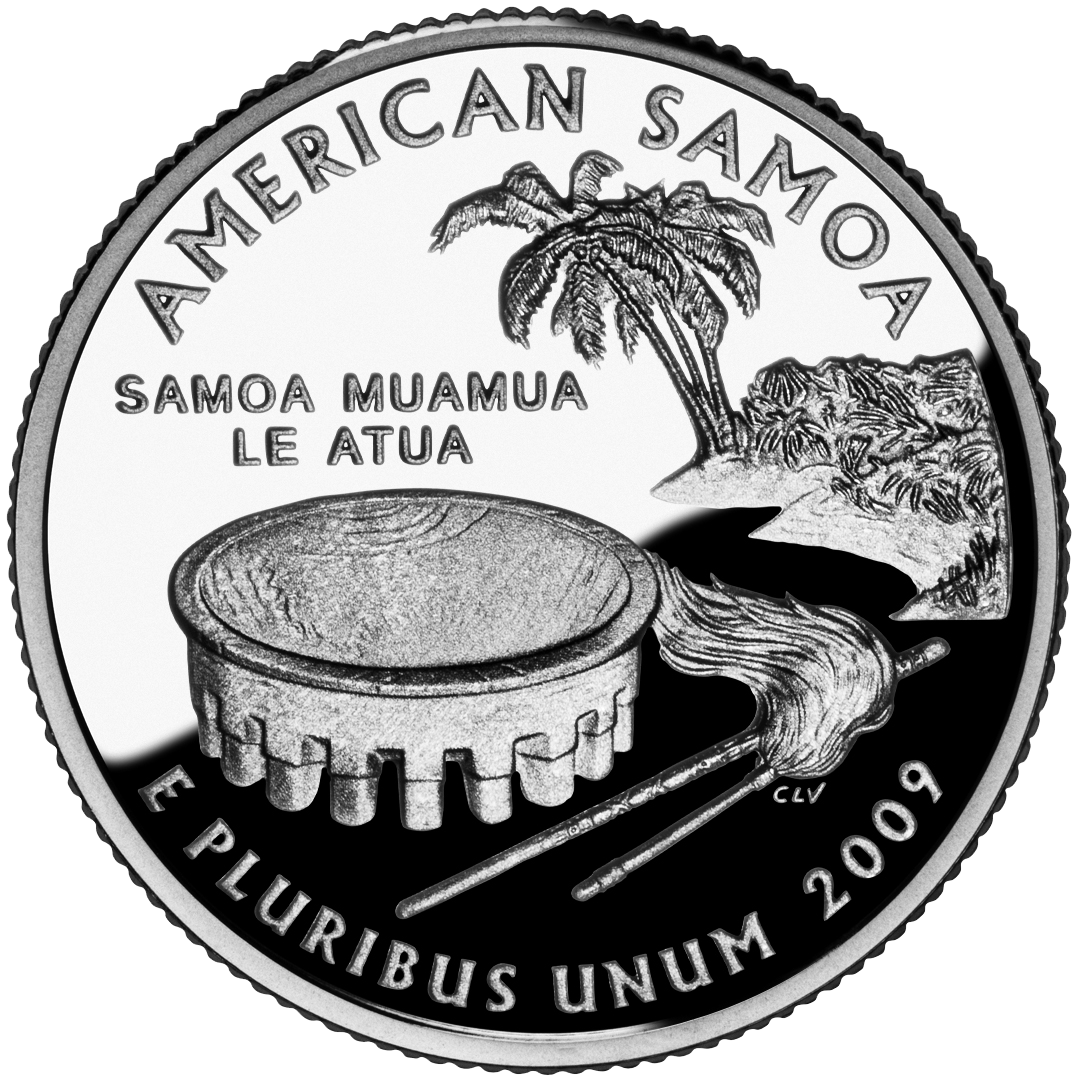
Samoa thuộc Mỹ
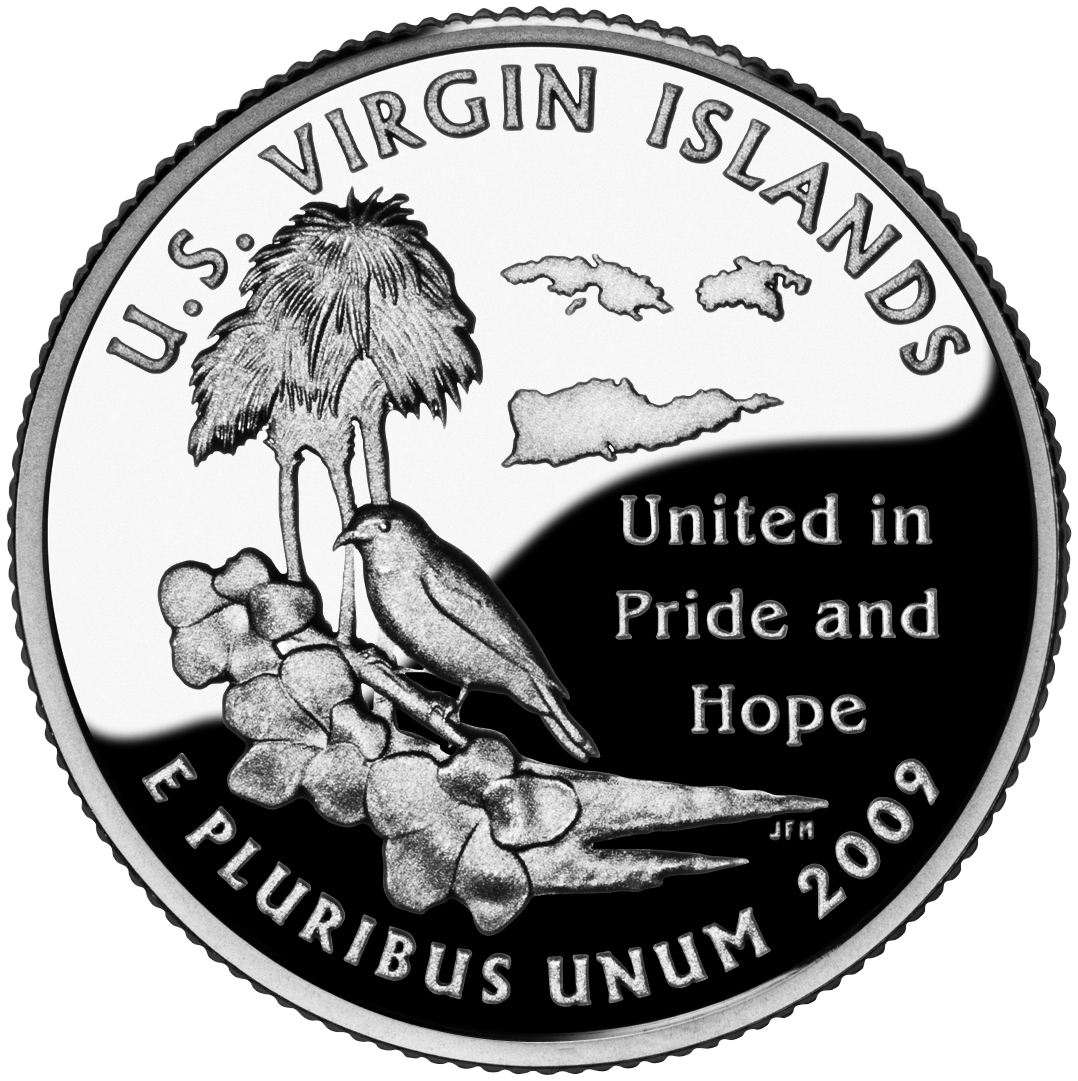
Quần đảo Virgin thuộc Mỹ
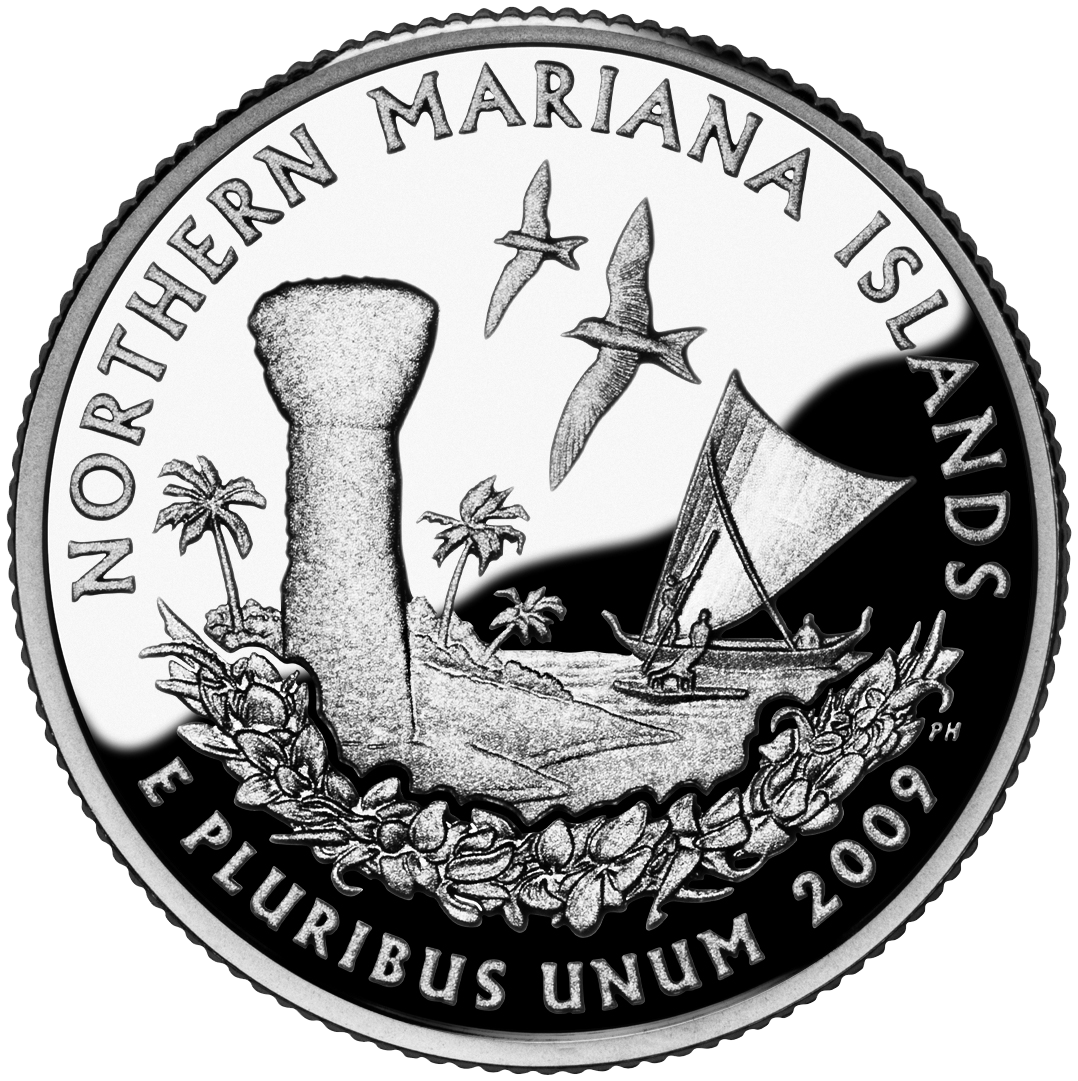
Quần đảo Bắc Mariana